# Sauber Motorsport

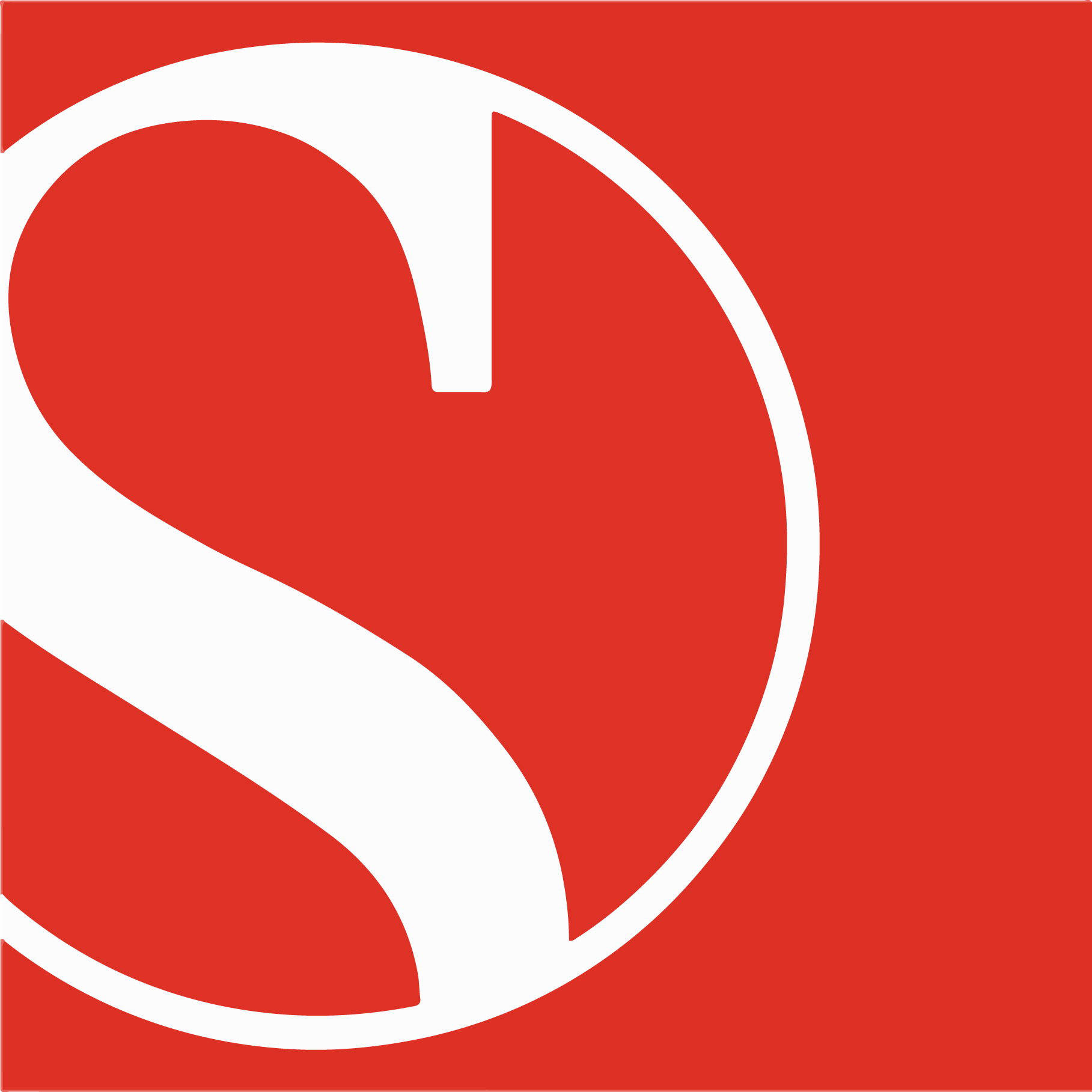
Sauber-Logo

Sauber Motorsport ist ein Schweizer Automobilrennstall mit Sitz in Hinwil im Zürcher Oberland, der von 1982 bis 1991 in der Gruppe C der FIA-Sportwagen-Weltmeisterschaft startete und gegenwärtig in der Formel-1-Weltmeisterschaft engagiert ist. Die Geschichte des von Peter Sauber gegründeten Teams ist stark durch verschiedene Partnerschaften mit Großunternehmen geprägt. Bis in die 1990er-Jahre bestand eine enge Verbindung zu Daimler-Benz, die auch den Aufstieg des Teams in die Formel 1 ermöglichte. Von 2006 bis 2009 war der Automobilhersteller BMW Mehrheitseigentümer des Rennstalls, der in dieser Zeit als BMW Sauber F1 Team antrat. 2016 wurde das Team von der Schweizer Investmentgesellschaft Longbow Finance AG übernommen und 2018 an die Islero Investments AG übertragen. Von 2019 bis 2023 ging das Team als Alfa Romeo Racing an den Start; im Jahr 2024 tritt es unter dem Namen Stake F1 Team Kick Sauber an. 2024 ging das Team an die Audi AG. Diese übernahm statt der anfangs geplanten 85 % Anteile das Team doch vollständig. Jedoch verkaufte Audi, aus finanziellen Gründen, wieder eine Minderheit der Anteile an die Qatar Investment Authority. Ab der Saison 2026 wird es dann als Audi-Werksteam an den Start gehen.

## Sportwagenweltmeisterschaft

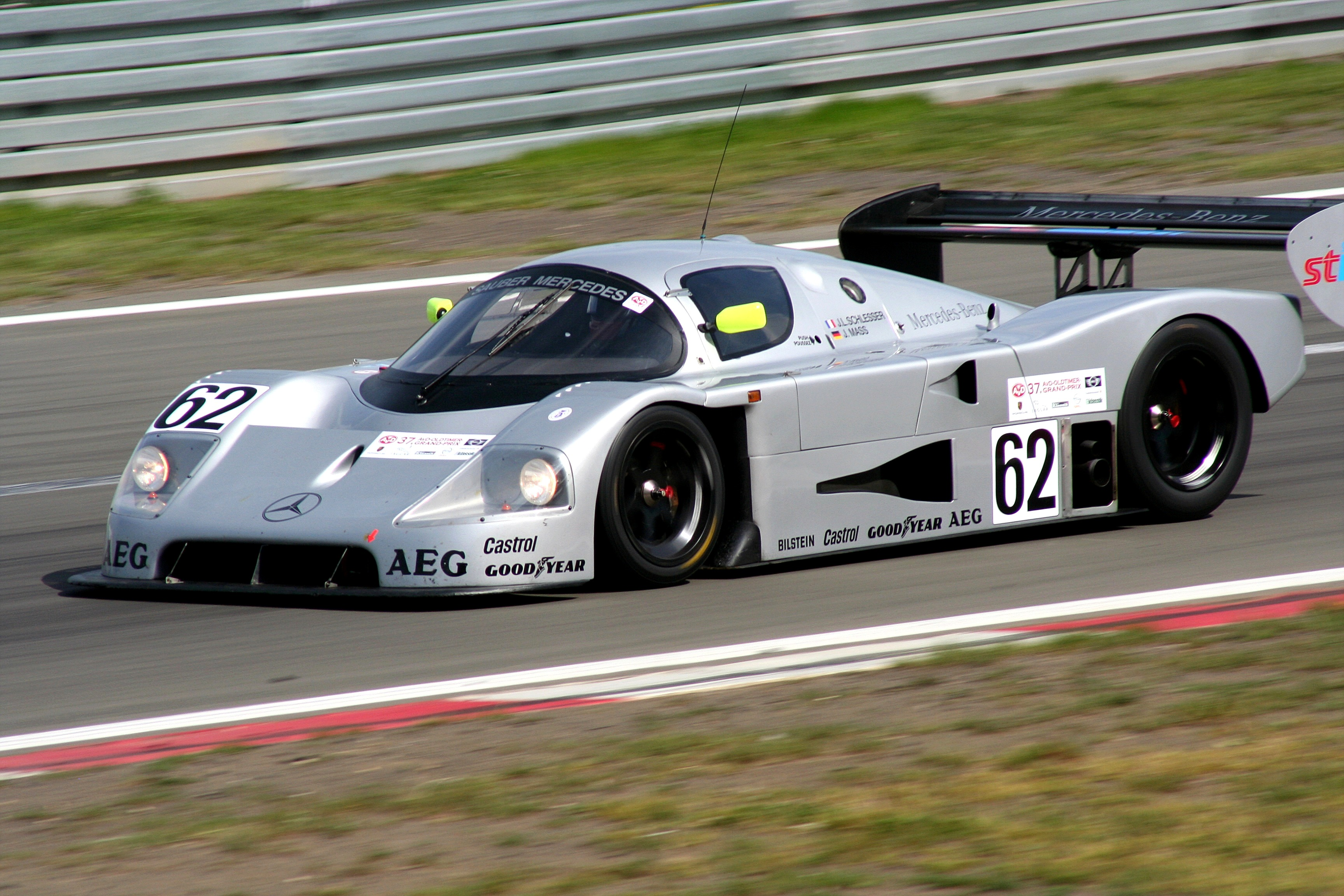
Sauber-C9-Sportwagen

Das Team wurde 1970 von Peter Sauber als PP Sauber AG gegründet, um Sportwagen zu bauen. Zur finanziellen Absicherung des Unternehmens bot Sauber kurze Zeit später auch Service-Dienstleistungen für Personenwagen an. Ab 1982 nahm Sauber an der Gruppe C der Sportwagen-Weltmeisterschaft teil. Die größten Erfolge hatte das Team 1989 und 1990: Mit dem Franzosen Jean-Louis Schlesser gewann es in beiden Jahren sowohl den Fahrer- als auch den Konstrukteurs-WM-Titel. 1989 siegte Sauber mit dem C9 mit Mercedes-Motor bei den 24 Stunden von Le Mans. Fahrer waren Stanley Dickens, Manuel Reuter und Jochen Mass. Legendär ist darüber hinaus die Nachwuchsschule des Teams aus den Jahren 1990 und 1991: Sowohl der spätere siebenfache Formel-1-Weltmeister Michael Schumacher als auch der Grand-Prix-Sieger Heinz-Harald Frentzen und der spätere FIA-GT-Weltmeister Karl Wendlinger wurden bei Sauber ausgebildet.

## Sauber in der Formel 1

### Die Mercedes-Ära (1993 und 1994)
Als die Sportwagenrennserie Ende 1992 ihren Niedergang erlebte, hatte Peter Sauber sich bereits für einen Einstieg in die Formel 1 entschieden. Der langjährige Motorenpartner Mercedes-Benz hielt sich zwar zunächst zurück, unterstützte das Team aber indirekt durch ein Kooperationsabkommen mit Ilmor in Brixworth.

#### 1993

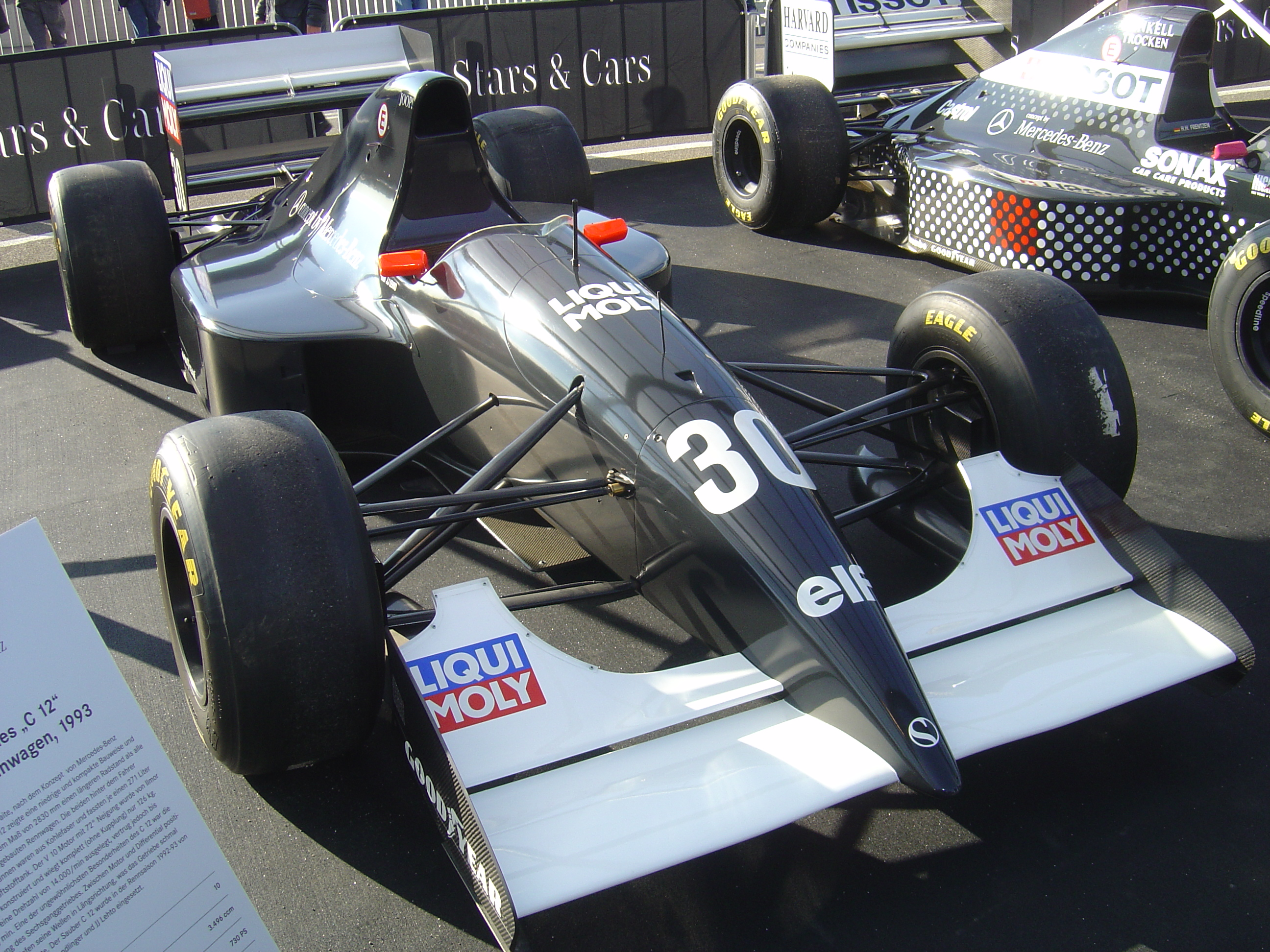
Sauber C12 von 1993

Sauber trat zur Formel-1-Weltmeisterschaft 1993 mit einem Aufkleber „concept by Mercedes-Benz“ an und verpflichtete Karl Wendlinger und JJ Lehto. Der Sauber C12, das Debütauto des Teams, war ein konventionell gestalteter Rennwagen, den Harvey Postlethwaite 1992 konzipiert und Leo Ress im Detail entwickelt hatte. Die von Ilmor konstruierten Motoren trugen die Bezeichnung Sauber 2175. Ab dem Großen Preis von Italien 1993 war eine B-Version verfügbar, die einen kürzeren Hub und geringfügig mehr Leistung aufwies.
Das Debüt beim Großen Preis von Südafrika in Kyalami verlief erfolgreich: Lehto belegte Platz fünf und erhielt zwei Weltmeisterschaftspunkte. Die besten Ergebnisse waren vierte Plätze von Lehto beim Grand Prix von San Marino in Imola und Karl Wendlinger in Monza. Tiefpunkt der Debütsaison war der Große Preis von Monaco, bei dem beide Sauber-Piloten miteinander kollidierten. Wendlinger fiel daraufhin aus, während Lehtos Auto an der Box mehrere Minuten lang repariert werden musste. Am Saisonende belegte Sauber mit zwölf Punkten Platz sieben der Konstrukteurswertung.

#### 1994
Dieser Achtungserfolg ermutigte Mercedes-Sportchef Norbert Haug, das Team offiziell als Motorenlieferant zu unterstützen. JJ Lehto wechselte zu Benetton und Mercedes-Youngster Heinz-Harald Frentzen kam ins Team. Karl Wendlinger behielt sein Cockpit. Beim Training zum Großen Preis von Monaco verunglückte Wendlinger schwer, lag lange Zeit im Koma und wurde für die folgenden Rennen durch Andrea de Cesaris ersetzt. Während der Saison stieg der Sponsor Broker aus, sodass das Team zeitweise vor der Insolvenz stand. Erst kurz vor dem Großen Preis von Frankreich wurden mit Swiss Timing und Sonax zwei neue Geldgeber gefunden. Für die letzten beiden Rennen in Suzuka und Adelaide kehrte JJ Lehto zurück zu Sauber. Dennoch verlief die Saison ähnlich erfolgreich wie im Debütjahr: Sauber-Piloten gewannen zwölf WM-Punkte (hiervon entfielen sieben auf Frentzen, vier auf Wendlinger und einer auf De Cesaris), was den achten Platz in der Konstrukteurswertung bedeutete.
Am 28. Oktober 1994 gaben McLaren und Mercedes-Benz ihre Zusammenarbeit ab der Formel-1-Weltmeisterschaft 1995 bekannt. Der Stuttgarter Automobilhersteller trennte sich damit vom langjährigen Partnerteam Sauber, das für die Folgesaison kurzfristig einen neuen Motorenpartner suchen musste.

### Die Ford-Ära (1995 und 1996)
Nach der überraschenden Trennung von Mercedes gelang es Sauber im November 1994, eine auf zwei Jahre ausgelegte Partnerschaft mit dem britischen Motorenhersteller Cosworth einzugehen. Cosworth hatte von 1987 bis 1994 Benetton als Vorzugskunden mit Achtzylindermotoren beliefert und war, weil Benetton mit Ablauf der Saison 1994 zu Renault wechselte, seinerseits auf der Suche nach einem neuen Partner. Der ursprüngliche Versuch, eine Allianz mit Jordan Grand Prix einzugehen, war erfolglos, weil Eddie Jordans Team für 1995 die Peugeot-Motoren übernahm, die bis dahin bei McLaren gefahren waren. Mit Ford stieg auch Red Bull als Sponsor bei Sauber ein und blieb bis ins Jahr 2000 Hauptsponsor des Teams.

#### 1995

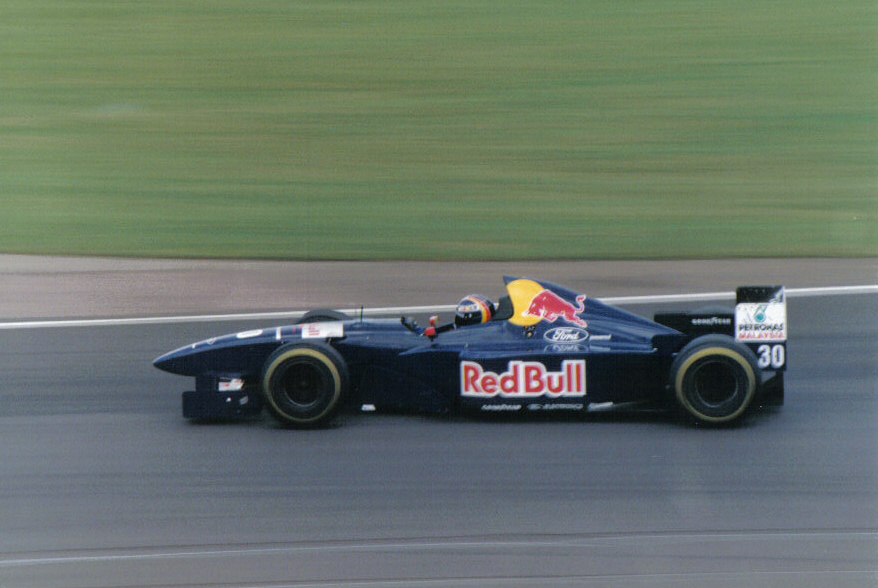
Heinz-Harald Frentzen im Sauber C14 beim Großen Preis von Großbritannien 1995

Sauber erhielt 1995 exklusiv den Ford-Zytec-R-Achtzylinder, der 1994 bei Benetton eingesetzt worden war und Michael Schumacher dort zum Gewinn der Fahrerweltmeisterschaft verholfen hatte. Dieser Achtzylinderblock musste reglementbedingt für 1995 von 3,5 auf 3,0 Liter Hubraum reduziert werden. Der werksintern als Cosworth ECA bezeichnete Motor harmonierte nicht mit dem Sauber C14, den Leo Ress bereits im Spätsommer 1994 für die Aufnahme des deutlich leichteren Mercedes-Motors konzipiert hatte. Weil die Entscheidung für den Cosworth-Motor erst spät fiel, konnten die Sauber-Ingenieure den C14 nur oberflächlich an den Zytek-R-Motor anpassen. Das wirkte sich nachteilig auf die Balance aus, die als erratisch beschrieben wurde; außerdem war die Aerodynamik des C14 nicht effizient. Sauber konnte 1995 mit dem Cosworth-Achtzylinder nicht an die Erfolge anknüpfen, die Benetton im Vorjahr mit der Ursprungsversion EC erzielt hatte. Der dritte Platz Heinz-Harald Frentzens beim Großen Preis von Italien, als er hinter Johnny Herbert und Mika Häkkinen Dritter wurde, war der erste Podestplatz in der Geschichte des Teams und zugleich das beste Ergebnis in diesem Jahr. Frentzen wurde noch einmal Vierter, zweimal Fünfter und viermal Sechster. Sein Teamkollege Karl Wendlinger kam bei sechs Rennen gar nicht, Wendlingers Ersatz Jean-Christophe Boullion bei elf Rennen nur zweimal in den Punkterängen ins Ziel. Sein bestes Ergebnis war der fünfte Platz in Deutschland. Am Jahresende wurde Sauber mit 18 Punkten Siebter der Konstrukteurswertung, Frentzen war Neunter der Fahrerweltmeisterschaft.

#### 1996

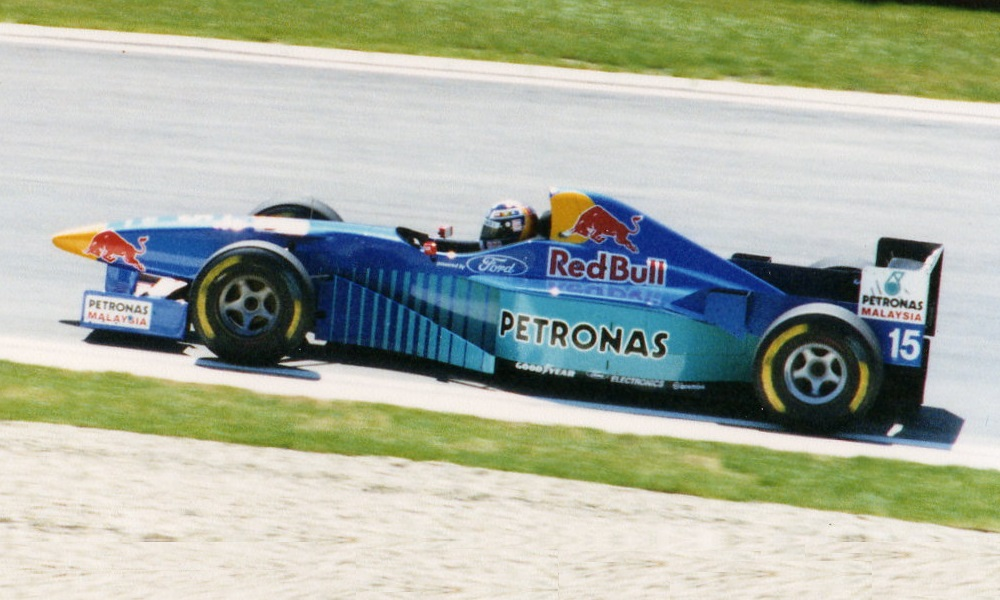
Heinz-Harald Frentzen im Sauber C15 beim Großen Preis von San Marino

In der Saison 1996 erhielt Sauber neu konstruierte Zehnzylindermotoren von Cosworth, die werksintern als Cosworth JD bezeichnet wurden, in der Öffentlichkeit aber wieder die Marketingbezeichnung Zetec-R trugen. Mit ihnen konnte Sauber 1996 nicht an die Erfolge des Vorjahrs anknüpfen. Zu defektanfällig und langsam waren die Autos, zu schwach die Motoren. Trotzdem verhinderte nur die mangelnde Geduld Frentzens den größten Erfolg der Teamgeschichte: Beim Großen Preis von Monaco fielen bei schwierigen Witterungsbedingungen viele Spitzenfahrer aus, der deutsche Sauber-Pilot kämpfte bei Halbzeit mit Ferrari-Fahrer Eddie Irvine um die dritte Position. Nach rundenlanger Blockade durch den Nordiren ging dem schnelleren Frentzen die Geduld aus und er streifte sich den Frontflügel am Heck des Ferrari ab. Da das Missgeschick am Ende der Start-Ziel-Geraden passierte, musste er eine komplette Runde in verlangsamtem Tempo zur Box zurücklegen und verlor viel Zeit. Die zum Unfallzeitpunkt vor Frentzen positionierten Fahrer fielen im weiteren Rennverlauf alle aus, sodass Teamchef Sauber nach dem Rennen zu Recht dem entgangenen Premierensieg nachtrauerte. Insgesamt erreichte Sauber in dieser Saison lediglich 11 Punkte, von denen mit zwei vierten Plätzen und einem sechsten Platz sieben auf Frentzen entfielen. Die übrigen vier Punkte steuerte Johnny Herbert bei, der bei seiner einzigen Zielankunft in den Punkterängen in Monaco als Dritter die zweite Podestplatzierung für das Team erreichen konnte.
Für 1997 verlor Sauber erneut seinen Motorenpartner. Ford wechselte als Werkspartner zum neu gegründeten Team des früheren Weltmeisters Jackie Stewart, der gute Beziehungen zum US-amerikanischen Automobilkonzern unterhielt. Peter Sauber hätte zwar Ford-Motoren kaufen können, hätte aber ähnlich wie Tyrrell nur Vorjahrestriebwerke bekommen und entschied sich daher für einen anderen Weg.

### Die Ferrari-Ära (1997–2005)

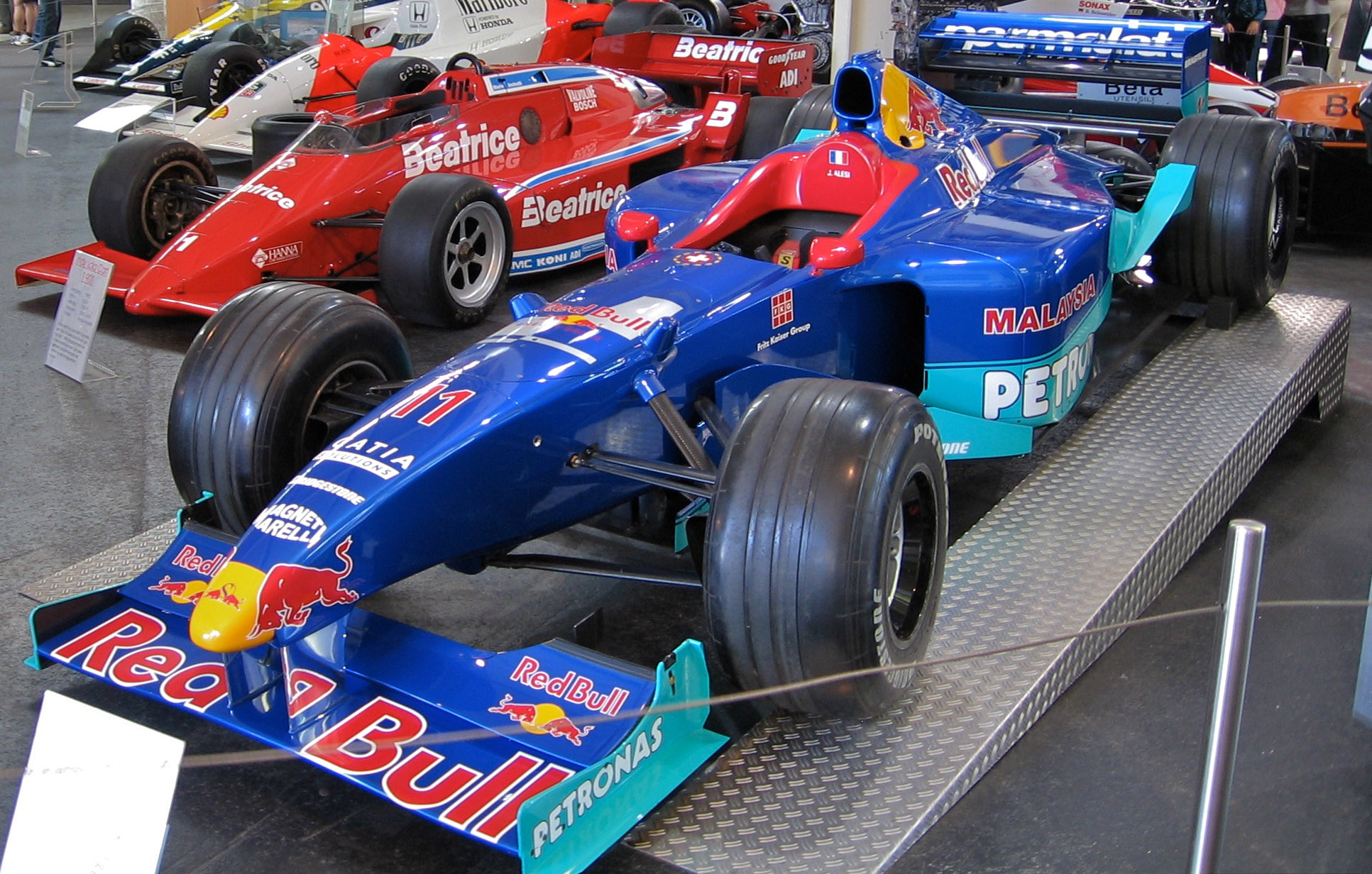
Sauber C18 von 1999

Sauber überzeugte seinen malaysischen Sponsor Petronas, die Leasinggebühr für Ferrari-Triebwerke zu übernehmen, die mehr Konkurrenzfähigkeit versprachen. Petronas willigte unter der Bedingung ein, dass die Motoren unter eigenem Namen laufen – der Petronas 3.0 V10 war geboren. Die Partnerschaft zwischen Sauber unter dem malaysischen Petrochemiekonzern dauerte bis ins Jahr 2005 an, brachte aber kaum zählbare Erfolge mit sich. Vier dritte Plätze in neun Jahren waren die besten Resultate des Teams. Die enge Bindung an Ferrari brachte Sauber vielmehr den Ruf des kleinen Schwesterteams des italienischen Traditionsrennstalls ein, das im Falle schwieriger Meinungsfindungsprozesse unter den Teams den Mehrheitsbeschaffer spielte.

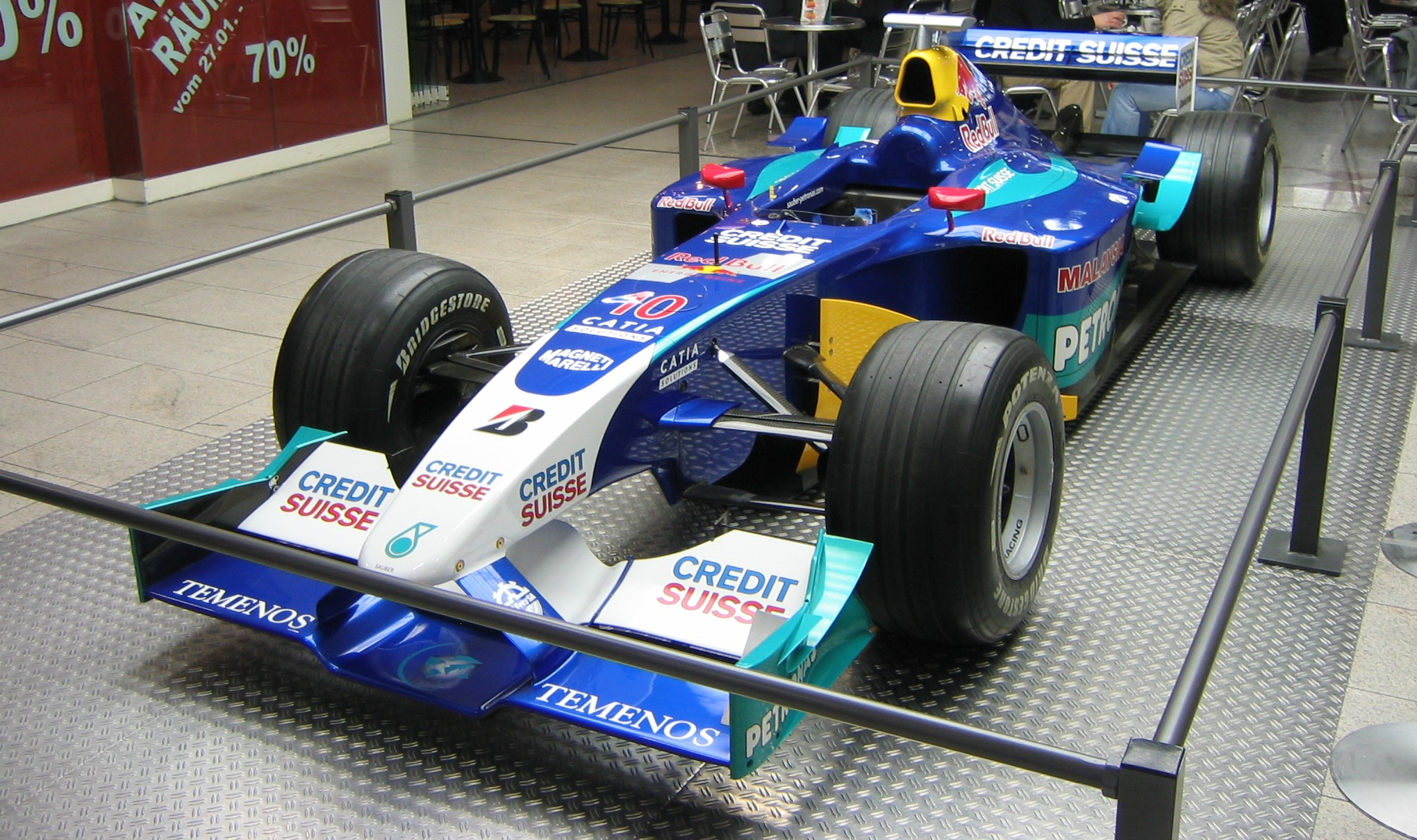
Sauber C21 von 2002 (in der Lackierung des C22 von 2003)

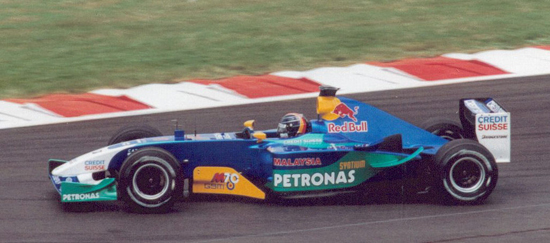
Sauber C22 von 2003 (Heinz-Harald Frentzen)

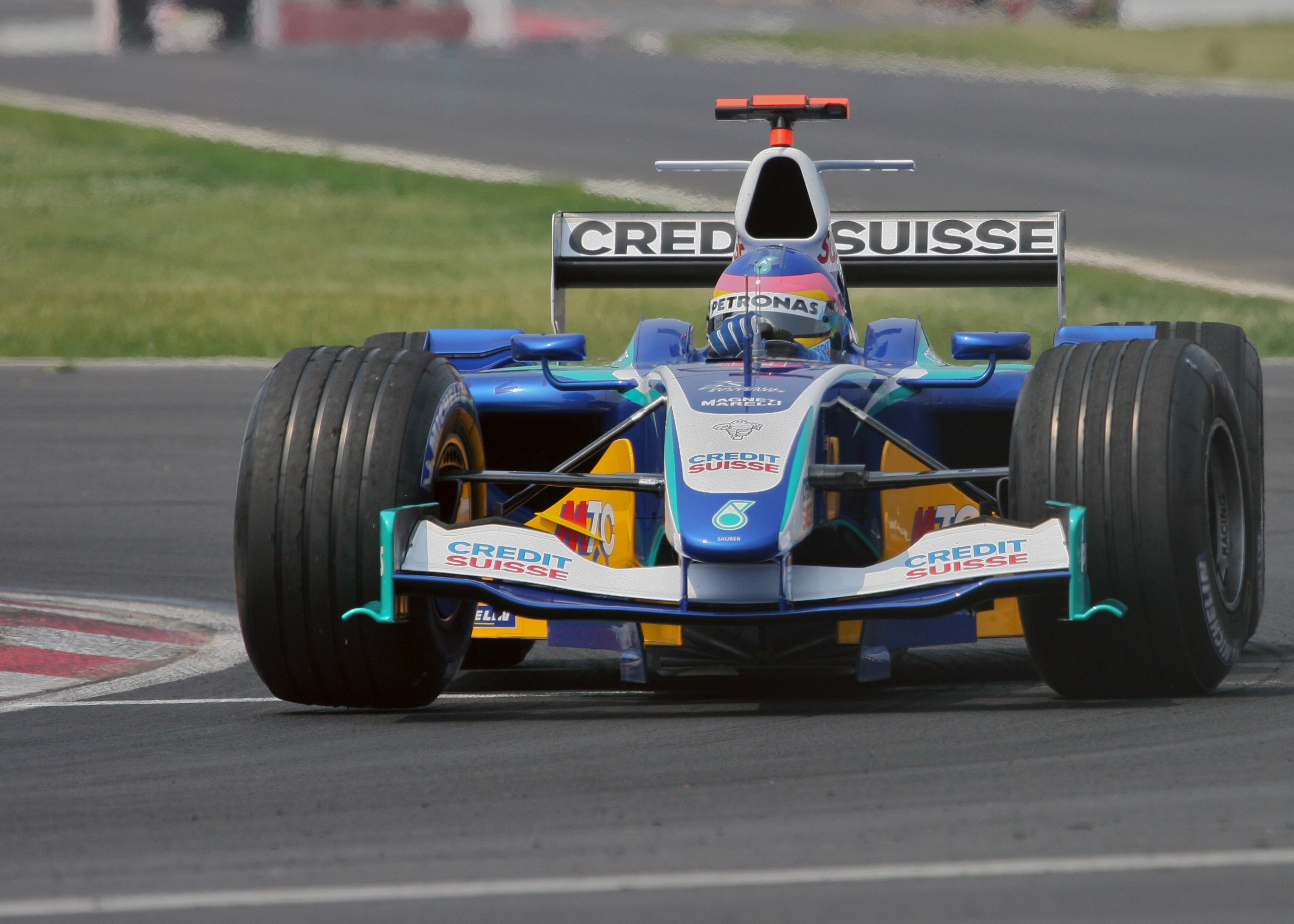
Sauber C24 von 2005 (Jacques Villeneuve)

Neben dem Wechsel des Motorenpartners musste Sauber zur Saison 1997 auch Heinz-Harald Frentzen ersetzen, der zu Williams gewechselt war. An seine Stelle traten im Laufe des Jahres Nicola Larini, Gianni Morbidelli und Norberto Fontana. Alle drei Fahrer waren aber wenig konstant, sodass letztlich Johnny Herbert 15 von 16 Punkten des Teams holte, dabei in Ungarn erneut als Dritter ins Ziel kam und dem Team nochmals einiges an Ansehen einbrachte. Danach allerdings fiel das Team nach der größten Reglementänderung der letzten Jahre, der Einführung der Rillenreifen sowie einer Verringerung der Fahrzeugbreite, Anfang 1998 ins hintere Mittelfeld zurück. 1998 konnte der neu ins Team gekommene Jean Alesi noch neun Punkte und in Belgien einen erneuten dritten Platz erreichen, Johnny Herbert allerdings enttäuschte in dieser Saison und erlangte lediglich beim Saisonauftakt in Melbourne einen Punkt. Auch 1999 und 2000 wurden kaum zählbare Resultate verbucht und die Punkteausbeute war mager: 1999 erreichten Alesi und Pedro Diniz zusammen lediglich fünf Punkte, die allesamt auf sechste Plätze zurückgingen. Ein Jahr später stagnierte das Team weiter; Diniz fuhr keinen einzigen Punkt ein und lediglich der für den zu Prost gewechselten Alesi ins Team gekommene Mika Salo konnte insgesamt sechs Punkte einfahren. Als bestes Saisonergebnis erzielte er zwei fünfte Plätze.
Sponsor Red Bull kürzte sein Engagement drastisch und wechselte zu Arrows, weil der von den Österreichern geförderte Pilot Enrique Bernoldi kein Cockpit bekam. Stattdessen setzte Peter Sauber den unbekannten Neuling Kimi Räikkönen ins Auto und erlebte 2001 das beste Jahr der Teamgeschichte. Zusammen mit Nick Heidfeld, der im Vorjahr bei Prost noch punktlos debütiert hatte, sammelte der Finne 21 WM-Punkte. Zudem konnte Heidfeld in Brasilien einmal mehr einen dritten Platz für das Team einfahren. Diese Ergebnisse sorgten für Platz vier in der Endwertung der Konstrukteure. Dieses Niveau wurde danach nicht wieder erreicht, obwohl Sauber 2002 mit der Verpflichtung des späteren Ferrari-Fahrers und Vizeweltmeisters Felipe Massa für nach nur einer Saison bereits zu McLaren gewechselten Räikkönen noch einmal ein Händchen für Fahrertalente bewies, 2003 schließlich Heinz-Harald Frentzen nach einigen erfolgreichen, zuletzt aber wechselhaften Jahren zum Team zurückkehrte und auch der Grand-Prix-Sieger Giancarlo Fisichella sowie der frühere Weltmeister Jacques Villeneuve zeitweilig für das Team fuhren. Die Fahrer von Sauber mussten sich dabei insbesondere mit den Fahrern der erstarkenden Teams BAR, Renault, Jaguar und Toyota messen, die ab 2002 konstantere Ergebnisse erzielten und Sauber den Platz hinter den Spitzenteams Ferrari, McLaren und Williams streitig machten. Der letzte größere Erfolg dieser Zeit war Frentzens dritter Platz beim Großen Preis der USA 2003. Ende 2004 endete die Partnerschaft mit Red Bull endgültig, da die Österreicher seit der folgenden Saison mit einem eigenen Team an der Formel-1-Weltmeisterschaft teilnehmen. In Interviews ließ Sauber immer öfter verlauten, dass er sich den Einstieg eines Automobilwerkes als Anteilseigner seines Teams vorstelle, um dessen Zukunft langfristig zu sichern.

### BMW Sauber (2006–2009)
BMW übernahm am 1. Januar 2006 mit 80 Prozent der Anteile die Mehrheit des Rennstalls und gründete damit das BMW Sauber F1 Team, unter dessen Namen das Team fortan an der Formel-1-Weltmeisterschaft teilnahm. Dabei wurde der Standort Hinwil beibehalten und auch ein Großteil der Sauber-Belegschaft übernommen. Peter Sauber behielt die restlichen Teamanteile und fungierte während der vier Jahre als Berater des BMW-Werksteams. Die operative Leitung hatte BMW-Motorsportdirektor Mario Theissen inne.

### Rückkehr von Sauber (seit 2010)
Am 29. Juli 2009 gab BMW den Ausstieg aus der Formel 1 zum Ende der Rennsaison 2009 bekannt. Nach dem gescheiterten Versuch, das Team an eine angeblich in der Schweiz ansässige Stiftung namens Qadbak Investments Ltd zu veräußern, gab BMW schließlich am 27. November 2009 bekannt, dass Peter Sauber das Team zurückkauft – unter der Bedingung, dass das Team den Startplatz im Formel-1-Feld bekommt, der durch den Ausstieg des Toyota-Teams frei geworden war.
Am 3. Dezember 2009 bekam das Sauber-Team offiziell den 13. Startplatz für die Formel-1-Weltmeisterschaft 2010, blieb aber zunächst als BMW Sauber F1 Team gemeldet. Eine offizielle Namensänderung wurde erst im Laufe der Saison beantragt. Als Fahrer verpflichtete Sauber den bisherigen Toyota-Ersatzpiloten Kamui Kobayashi und den in Barcelona (Spanien) geborenen Pedro de la Rosa, der im Jahr zuvor als Test- und Ersatzfahrer bei McLaren beschäftigt gewesen war. Im September 2010 wurde de la Rosa allerdings für die letzten fünf Rennen durch Nick Heidfeld ersetzt.

#### 2010

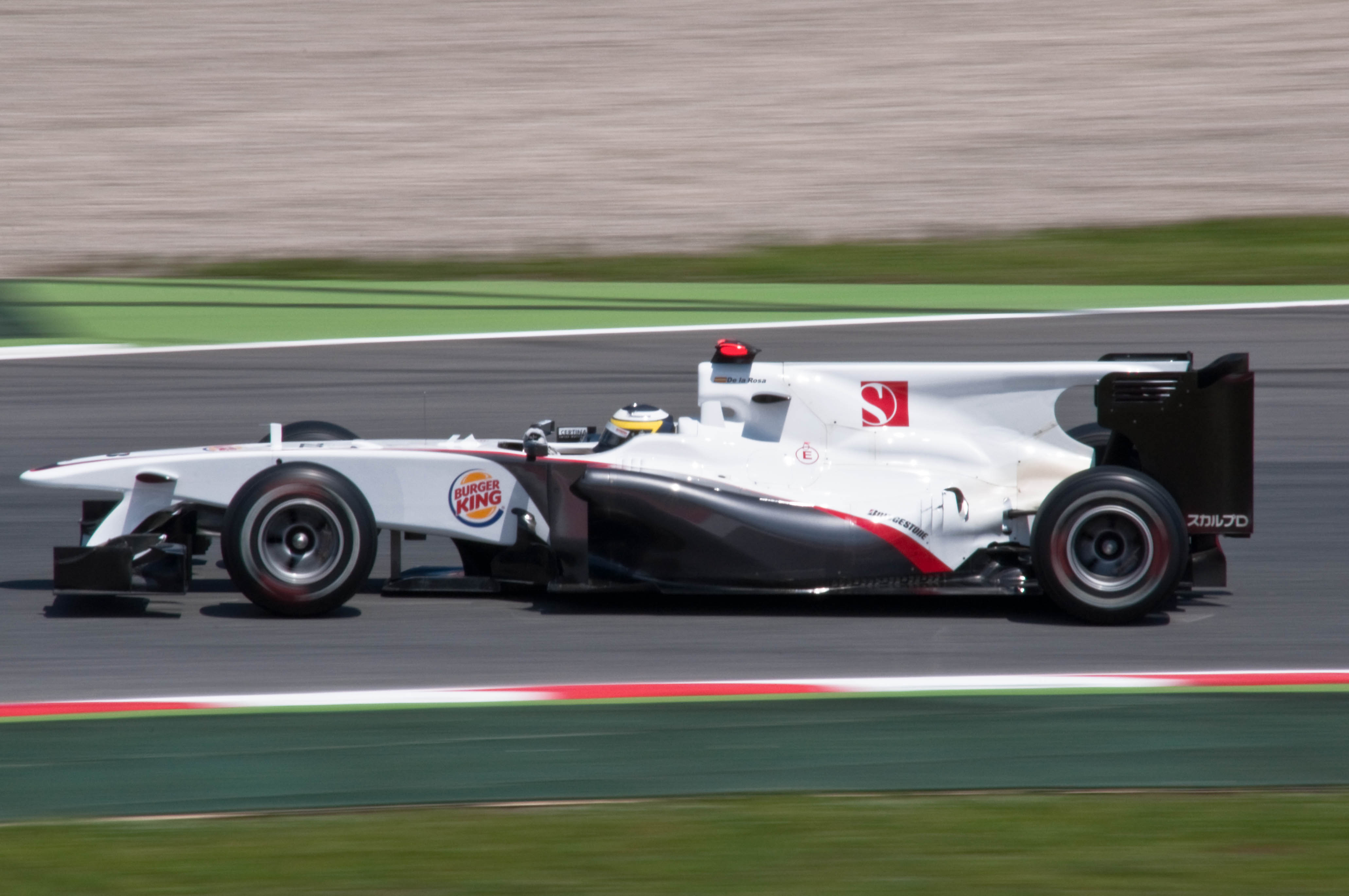
Sauber C29 von 2010 (Pedro de la Rosa)

Sauber trat in der Saison 2010 mit dem Modell C29 an. Das Fahrzeug war noch zu BMW-Zeiten unter der Leitung von Willy Rampf entwickelt worden. Motor und Getriebe wurden allerdings – wie in den Jahren bis 2005 – von Ferrari bezogen. Das Fahrzeug war im ersten Saisondrittel nicht unproblematisch; vor allem die Zuverlässigkeit der Technik war nicht gesichert. In den ersten sechs Rennen des Jahres kamen Kobayashi und de la Rosa jeweils nur einmal ins Ziel. Die Lage verbesserte sich im April 2010, als James Key die technische Leitung des Rennstalls übernahm und das Auto überarbeitet wurde. Seitdem kamen die Sauber mehr oder weniger regelmäßig in die Punkteränge. Am Ende der Saison platzierte sich das Team mit 44 Punkten auf dem achten Platz der Konstrukteurswertung. Von den 44 Punkten holte Kobayashi 32, de la Rosa und Heidfeld jeweils sechs Punkte.

#### 2011

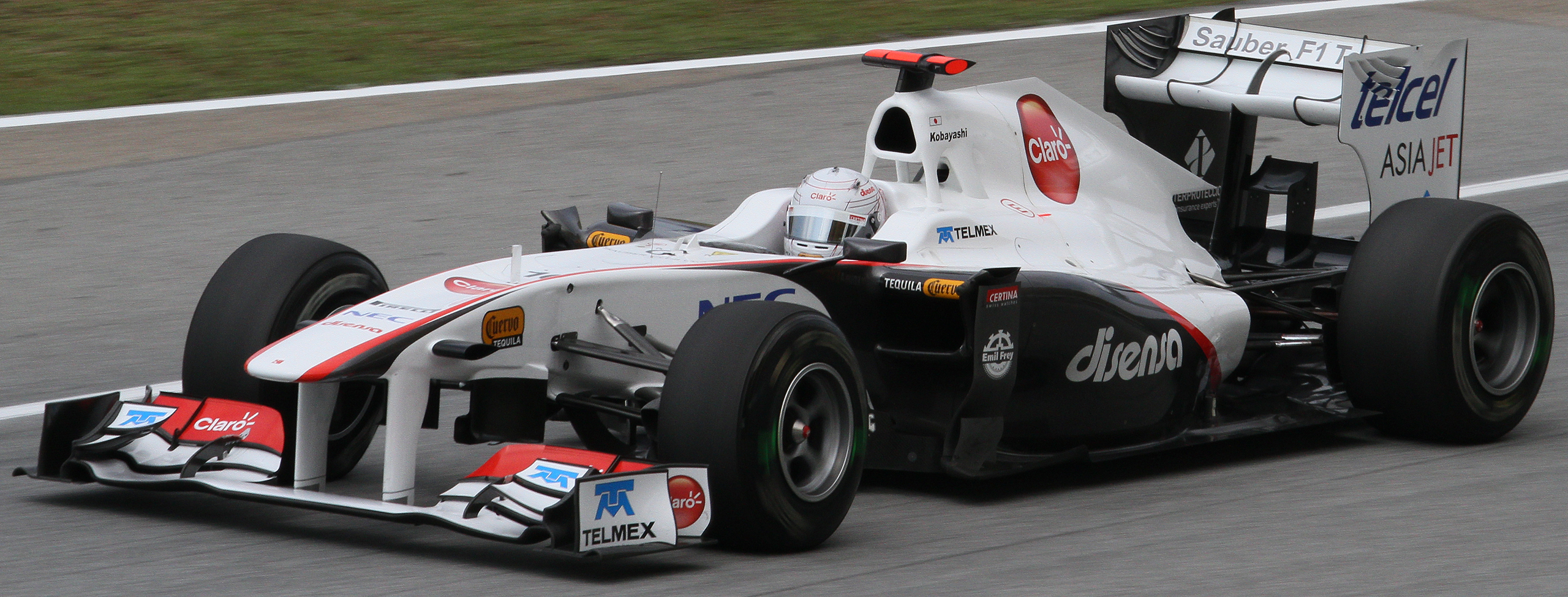
Sauber C30 von 2011 (Kamui Kobayashi)

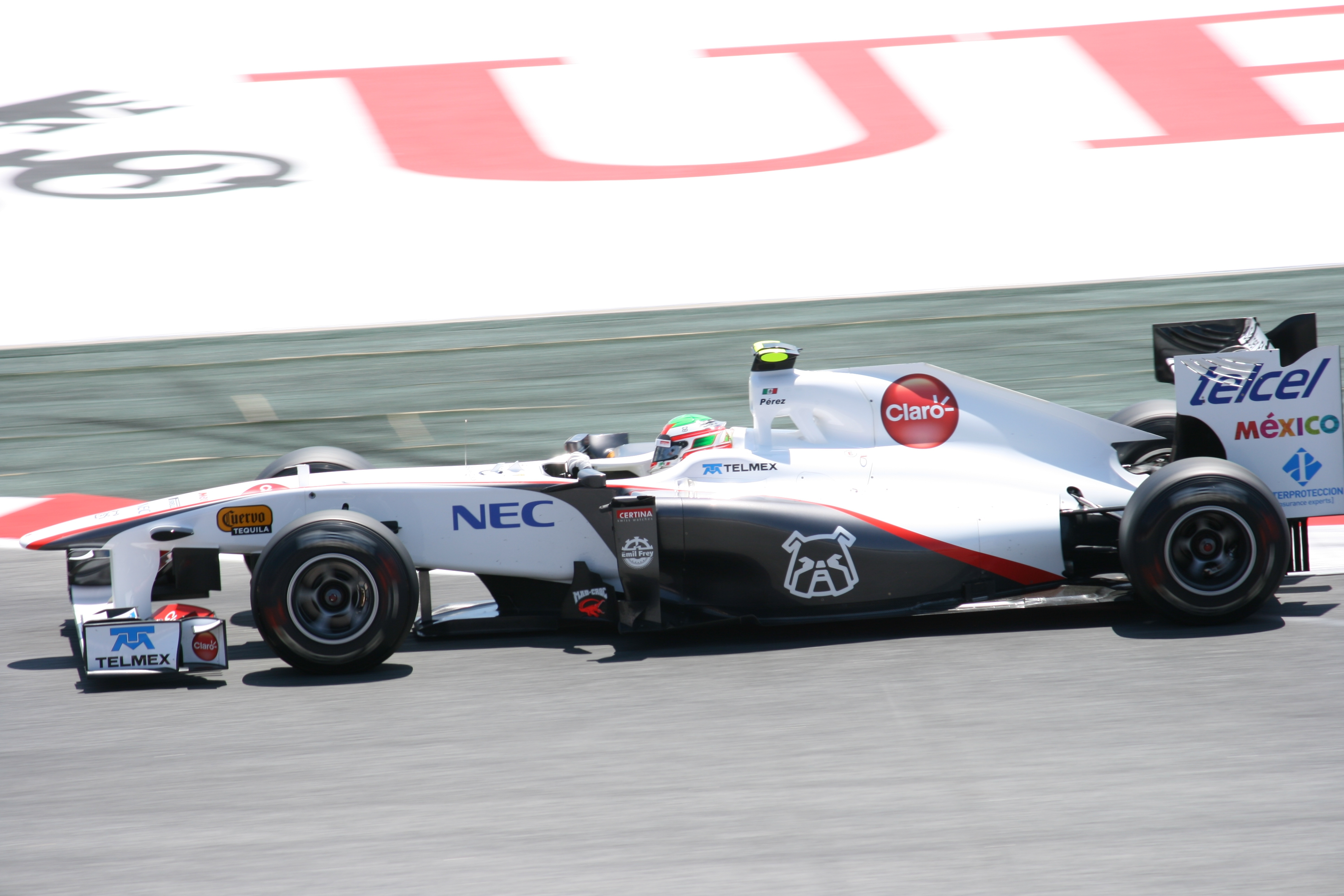
Sergio Pérez beim Großen Preis von Spanien 2011

Für 2011 verpflichtete das Team mit Sergio Pérez einen neuen Fahrer, der einige mexikanische Sponsoren mitbrachte. Das Fahrzeug des Teams trug den Namen C30 und wurde von James Key entwickelt. Wie das Fahrzeug im Jahr zuvor, wurde auch der C30 von einem Ferrari-Motor angetrieben.
Beim Saisonauftakt in Australien kamen Pérez und Kobayashi auf den Plätzen sieben und acht ins Ziel. Allerdings wurden beide nach dem Rennen disqualifiziert, da ihre Heckflügel regelwidrig konstruiert waren. In den folgenden neun Rennen bis zum Großen Preis von Deutschland fuhren die Sauber-Piloten mit einer Ausnahme regelmäßig in die Punkteränge. Ein wesentlicher Grund für den Erfolg im ersten Halbjahr war der geringe Reifenverschleiß des C30, der dem Team eine flexible Taktik ermöglichte.
Im Qualifying zum Großen Preis von Monaco verunglückte Pérez schwer. Am Ausgang des Tunnels verlor er die Kontrolle über sein Fahrzeug, drehte sich und schlug seitwärts in die Begrenzungsmauer der Hafenschikane ein. Das Geschehen erinnerte an den Unfall Karl Wendlingers, der 1994 an gleicher Stelle verunglückte und dabei schwer verletzt wurde. Pérez zog sich eine Gehirnerschütterung sowie eine Stauchung am Oberschenkel zu. Den Start in Monaco musste er absagen. Beim folgenden Grand Prix in Kanada nahm Pérez am ersten Freien Training teil. Danach klagte er allerdings über Übelkeit und wurde für das restliche Rennwochenende durch Pedro de la Rosa ersetzt. Ab dem folgenden Rennen in Valencia fuhr Pérez wieder regulär für Sauber.
Ab der Mitte der Saison ließ die Konkurrenzfähigkeit des Sauber C30 nach. Kobayashi bemängelte zunehmend eine nicht ausreichende Grundgeschwindigkeit des Autos. In den sechs Weltmeisterschaftsläufen vom Großen Preis von Ungarn bis zum Rennen in Korea erreichten die Sauber nur noch zweimal die Punkteränge und erzielten dabei lediglich fünf Punkte. Sauber fiel daraufhin im Oktober 2011 bis auf Platz sieben der Konstrukteurswertung zurück, wobei der Vorsprung auf die Scuderia Toro Rosso auf drei Punkte schrumpfte.

#### 2012

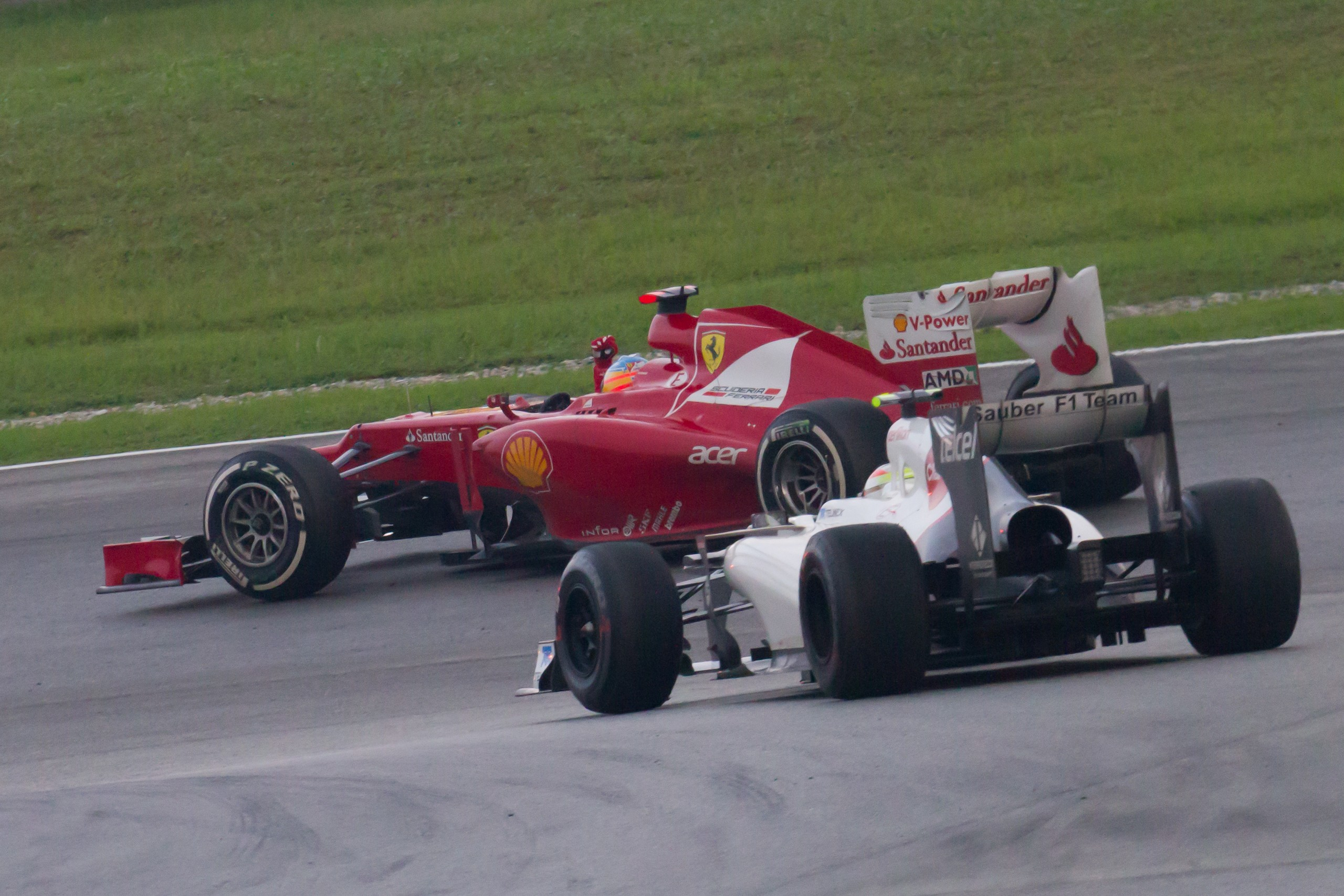
Großer Preis von Malaysia 2012: Pérez wird Zweiter hinter Alonso im Ferrari

2012 war für das Team die erfolgreichste Saison seit der erneuten Übernahme durch Peter Sauber. Sauber lag im Laufe der Saison eine Zeitlang auf Position fünf der Konstrukteurswertung und schloss das Jahr mit 126 Punkten letztlich als Sechster ab.
Das Jahr brachte einige personelle und strukturelle Änderungen. Im Januar 2012 verließ James Key, der Konstrukteur des neuen Sauber C31, das Team. Nach seinem Abgang übernahm ein Team aus Angestellten, die schon länger bei Sauber beschäftigt waren, diese Aufgabe. Die Verantwortung für die Konstruktion und Weiterentwicklung der Autos teilten sich seither Matt Morris (Chefdesigner), Willem Toet (Leiter Aerodynamik), Pierre Waché (Gruppenleiter Fahrzeug-Performance, Fahrzeugdynamik und Simulation) und Giampaolo Dall’Ara (Leitender Ingenieur an der Rennstrecke). Peter Sauber erklärte Ende 2012, diese Struktur habe sich bewährt und sein Team werde auch 2013 ohne einen Technischen Direktor arbeiten. Im Laufe des Jahres vollzog auch Peter Sauber einen schrittweisen Rückzug. Im Frühjahr übertrug er ein Drittel der Teamanteile an Monisha Kaltenborn, die bereits seit 2010 die Geschäfte der Sauber Motorsport AG leitete. Im Herbst 2012 übernahm Kaltenborn das operative Geschäft der Teamleitung.
In sportlicher Hinsicht behielt Sauber die letztjährige Fahrerpaarung für 2012 bei. Mit dem C31 holte Pérez im zweiten Saisonrennen in Malaysia sowie im 13. Saisonrennen in Italien jeweils den zweiten Platz hinter Fernando Alonso – das beste jemals von Sauber Motorsport erzielte Rennergebnis in der Formel 1.

#### 2013

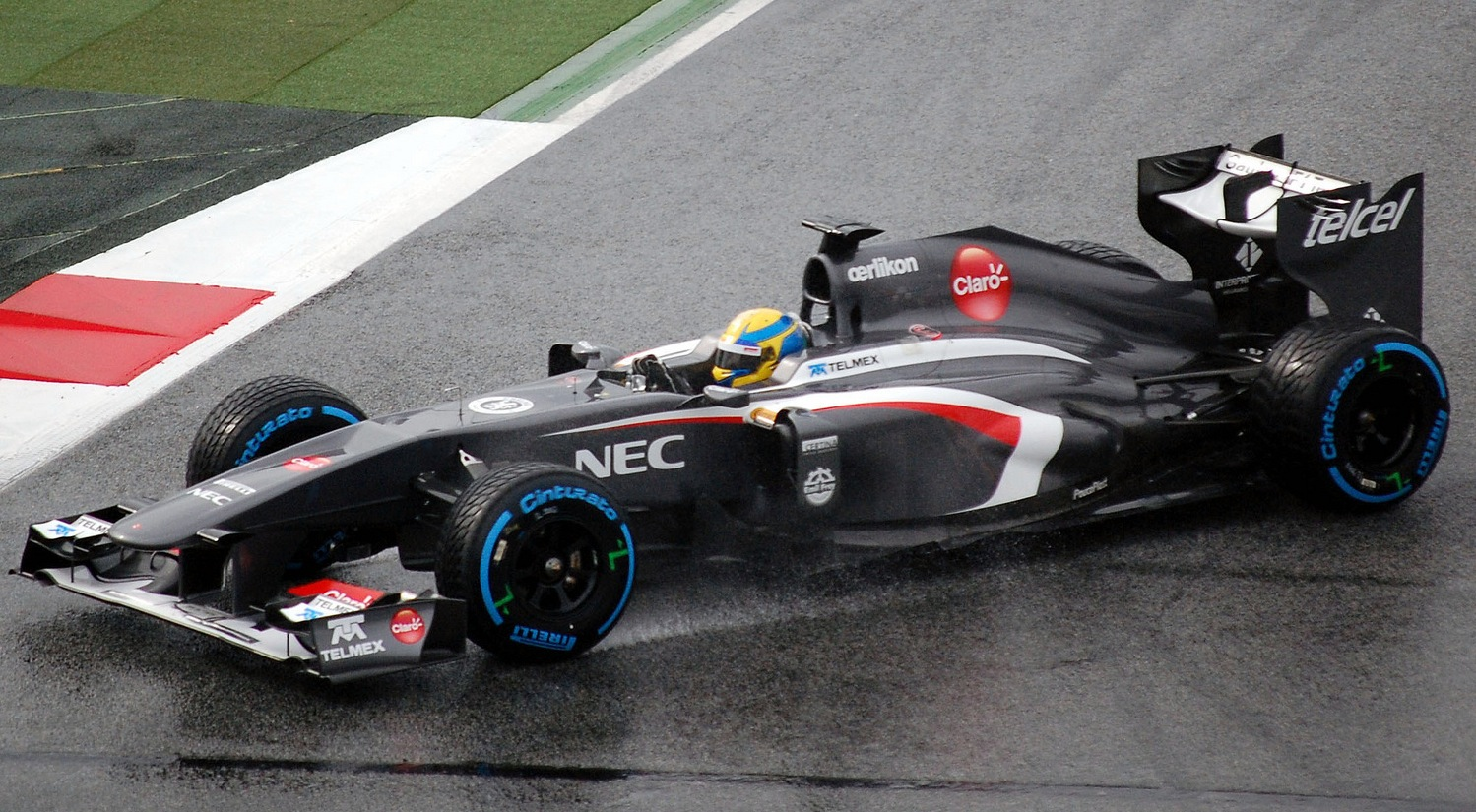
Sauber C32

In der Saison 2013 ging Sauber mit Nico Hülkenberg und Esteban Gutiérrez an den Start. Einsatzchassis war der unter der Leitung von Matt Morris konstruierte Sauber C32, der von einem Ferrari-Motor angetrieben wurde. In der Teamleitung ergab sich durch den Weggang von Pierre Waché eine Änderung. Sein Nachfolger war Ben Waterhouse.
In der ersten Hälfte der Saison 2013 konnte das Team nicht an die Erfolge des Vorjahres anknüpfen. Gutiérrez kam in den ersten neun Rennen des Jahres jeweils außerhalb der Punkteränge ins Ziel. Hülkenberg, der sich im Auftaktrennen für Startplatz 11 qualifiziert hatte, konnte am Großen Preis von Australien nicht teilnehmen. Aufgrund eines technischen Problems mit der Benzinversorgung zog Sauber aus Sicherheitsgründen sein Auto vor dem Start zurück. Bis zur Saisonmitte erreichte Hülkenberg drei zehnte und einen achten Platz. Damit lag Sauber nach dem Großen Preis von Deutschland auf Platz acht der Konstrukteurswertung. Die zweite Hälfte der Saison wurde aufgrund der neuen Reifen von Pirelli deutlich erfolgreicher für das Team. Sauber festigte ab dem Großen Preis von Ungarn seine Position im Mittelfeld und erzielte mit Hülkenbergs viertem Platz beim Großen Preis von Korea sein bestes Einzelergebnis in dieser Saison. Das beste Teamergebnis erreichte Sauber beim Großen Preis von Japan, bei dem Hülkenberg Sechster und Gutiérrez Siebter wurde.
Im Laufe der Saison 2013 geriet das Team in wirtschaftliche Schwierigkeiten. Peter Sauber bestätigte im Juli, dass der Rennstall seit einigen Monaten nicht mehr in der Lage ist, seine Lieferanten zu bezahlen; es bestünden Außenstände in Höhe von etwa einer Million Euro, wegen derer es wiederholt zu Zwangsvollstreckungen gekommen sei. Im Juli verließ der bisherige Chefdesigner Morris das Team. Kurz darauf gab Sauber-Teamchefin Monisha Kaltenborn bekannt, dass mit dem Investment Corporation International Fund, dem State Fund of Development of Northwest Russian Federation und dem International Institute of Aviation Technologies drei neue russische Sponsoren bei Sauber einsteigen werden.

#### 2014

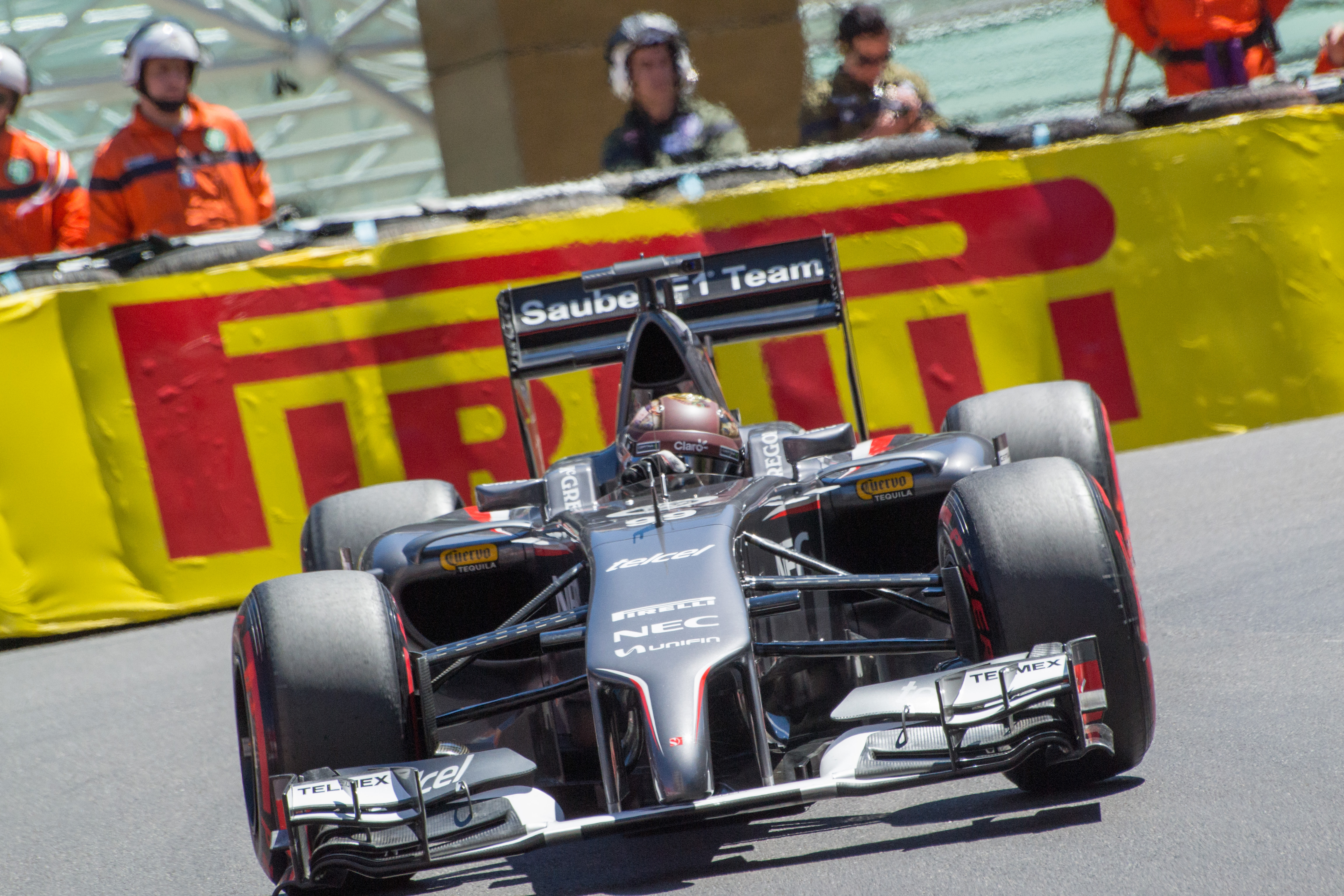
Adrian Sutil im Sauber C33 beim Großen Preis von Monaco 2014

In der Formel-1-Weltmeisterschaft 2014 ging Sauber mit Adrian Sutil und Esteban Gutiérrez an den Start. Der russische Rennfahrer Sergei Sirotkin erhielt entgegen ursprünglichen Ankündigungen zunächst kein Cockpit. Einsatzfahrzeug war der Sauber C33. Wie in den Jahren zuvor, bezog Sauber die Motoren und Getriebe von Ferrari. Die Zusammenarbeit mit Ferrari umfasste außerdem das mit Beginn dieser Saison erstmals verwendete Energy Recovery System (ERS).
2014 setzten sich die sportlichen Schwierigkeiten Saubers fort. Das Team erlebte die „schwerste Krise seiner Geschichte“: Bei Saisonende hatte Sauber keine Weltmeisterschaftspunkte eingefahren. Das Team lag damit in der Konstrukteurswertung sogar noch hinter dem wesentlich kleineren Rennstall Marussia. Als wesentlicher Grund für das schlechte Abschneiden des Teams wurde der Sauber C33 angesehen, dem es nach Ansicht von Adrian Sutil an der notwendigen Grundschnelligkeit fehlte. Hinzu kamen wiederholt Probleme im Umfeld der Antriebstechnik.
Auch die wirtschaftlichen Probleme Saubers wurden größer. Monisha Kaltenborn führte dies einerseits darauf zurück, dass infolge der politischen Krise in der Ukraine 2014 und der daraufhin verhängten wirtschaftlichen Sanktionen gegen Russland die im Vorjahr vereinbarten Sponsorengelder das Team nicht wie erwartet erreicht hätten. Andererseits bemängelte sie die ungleiche Verteilung der Einnahmen aus der Vermarktung der Formel 1, die die starken Teams bevorzuge. Nachdem im Oktober 2014 die konkurrierenden Teams Caterham und Marussia zahlungsunfähig geworden waren und den Rennbetrieb eingestellt hatten, intensivierte Kaltenborn ihre Forderung nach einer Neustrukturierung des Verteilungssystems. Einigen Berichten zufolge drohten Sauber und die gleichermaßen unter wirtschaftlichen Problemen leidenden Teams Lotus und Force India vor dem Großen Preis der USA mit einem Boykott des Rennens im texanischen Austin. Der für die Vermarktung der Formel 1 zuständige Bernie Ecclestone, der zuvor keine Notwendigkeit für Änderungen gesehen hatte, erklärte daraufhin öffentlich, dass er die gegenwärtige Verteilung der Einnahmen für fehlerhaft halte. Eine kurzfristige Lösung zeichnete sich allerdings nicht ab.

#### 2015

##### Vertragliche Schwierigkeiten zu Saisonbeginn

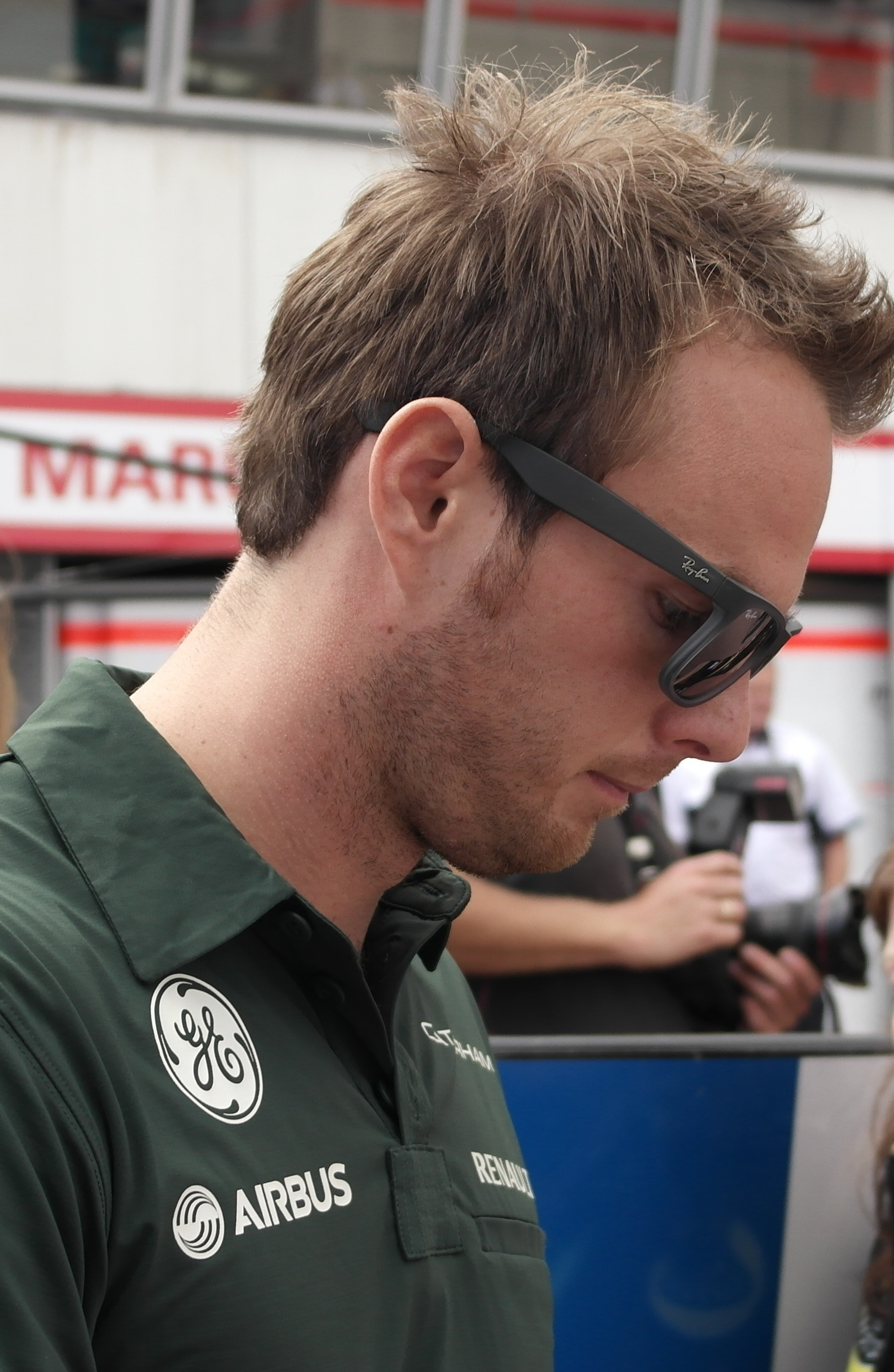
Giedo van der Garde: Vertrag mit Sauber, aber kein Start

Für die Saison 2015 reagierte Sauber auf die wirtschaftlichen Probleme, indem das Team zwei Fahrer verpflichtete, die Sponsorgelder ins Team brachten. Neben dem ehemaligen Caterham-Piloten Marcus Ericsson wurde der Debütant Felipe Nasr Stammfahrer. Nasr brachte die Banco do Brasil als Sponsor mit.
Unmittelbar vor dem ersten Saisonrennen kam es zu Rechtsstreitigkeiten mit Giedo van der Garde, der im Vorjahr Testfahrer bei Sauber gewesen war. Er hatte nach eigenen Angaben ebenfalls einen gültigen Vertrag mit Sauber als Einsatzfahrer für die Saison 2015. Das Team habe eine entsprechende Option in seinem Testfahrervertrag am 28. Juni 2014 gezogen und auf diese Weise Sponsorengelder in Höhe von 13 Millionen Euro erhalten. Van der Garde erwirkte Anfang März 2015 bei einem Schiedsgericht in der Schweiz eine Verfügung, nach der Sauber „jegliche Handlungen zu unterlassen hat, deren Wirkung es ist, dass Herr van der Garde seinen Anspruch nicht geltend machen kann, in der Formel-1-Weltmeisterschaft 2015 als einer der zwei von Sauber genannten Rennfahrer teilnehmen“ zu können. Ungeachtet dessen reiste Sauber mit Nasr und Ericsson zum ersten Saisonrennen nach Australien. Van der Garde stellte daraufhin in der Woche vor dem Grand Prix beim Obersten Gerichtshof des australischen Bundesstaates Victoria einen Eilantrag, um ein Renncockpit für den Großen Preis von Australien zu erhalten. Die erstinstanzliche Gerichtsverhandlung fand am 9. März 2015 statt. Saubers Anwalt argumentierte, ein Einsatz van der Gardes würde „in einem unverantwortlichen Risiko münden, welches Körperverletzungen und sogar den Tod mit einschließt“. Am 11. März 2015 entschied das Gericht, dass der Vertrag zwischen van der Garde und Sauber wirksam sei und van der Garde das Cockpit zustehe. Dies gelte für die gesamte Saison und nicht nur für das Rennen in Australien. Sauber legte Berufung gegen das Urteil ein, die am 12. März 2015 zurückgewiesen wurde. Nachdem es zwischenzeitlich Berichte über eine bevorstehende Beschlagnahme des Teammaterials und eine Verhaftung der Teamchefin gegeben hatte, erzielten Sauber und van der Garde vor Beginn des Qualifikationstrainings eine vorübergehende Einigung, zu der ein Verzicht van der Gardes auf eine Teilnahme am Rennen in Australien gehörte. Sauber bestritt daraufhin das Qualifikationstraining mit Ericsson und Nasr. In der Woche nach dem Rennen wurde bekannt, dass der Vertrag zwischen Sauber und van der Garde aufgelöst wurde und van der Garde eine Ausgleichszahlung in Höhe von 15 Millionen Euro erhielt.
Auch Adrian Sutil hatte einen gültigen Vertrag als Einsatzfahrer für die Saison 2015, verzichtete aber auf die Einleitung rechtlicher Schritte. Im März 2015 wurde zudem bekannt, dass der seit einem Unfall beim Großen Preis von Japan 2014 im Koma liegende Jules Bianchi mit dem Team ebenfalls einen Vertrag als Einsatzfahrer für die Formel-1-Weltmeisterschaft 2015 abgeschlossen hatte.

##### Sportliche Entwicklung

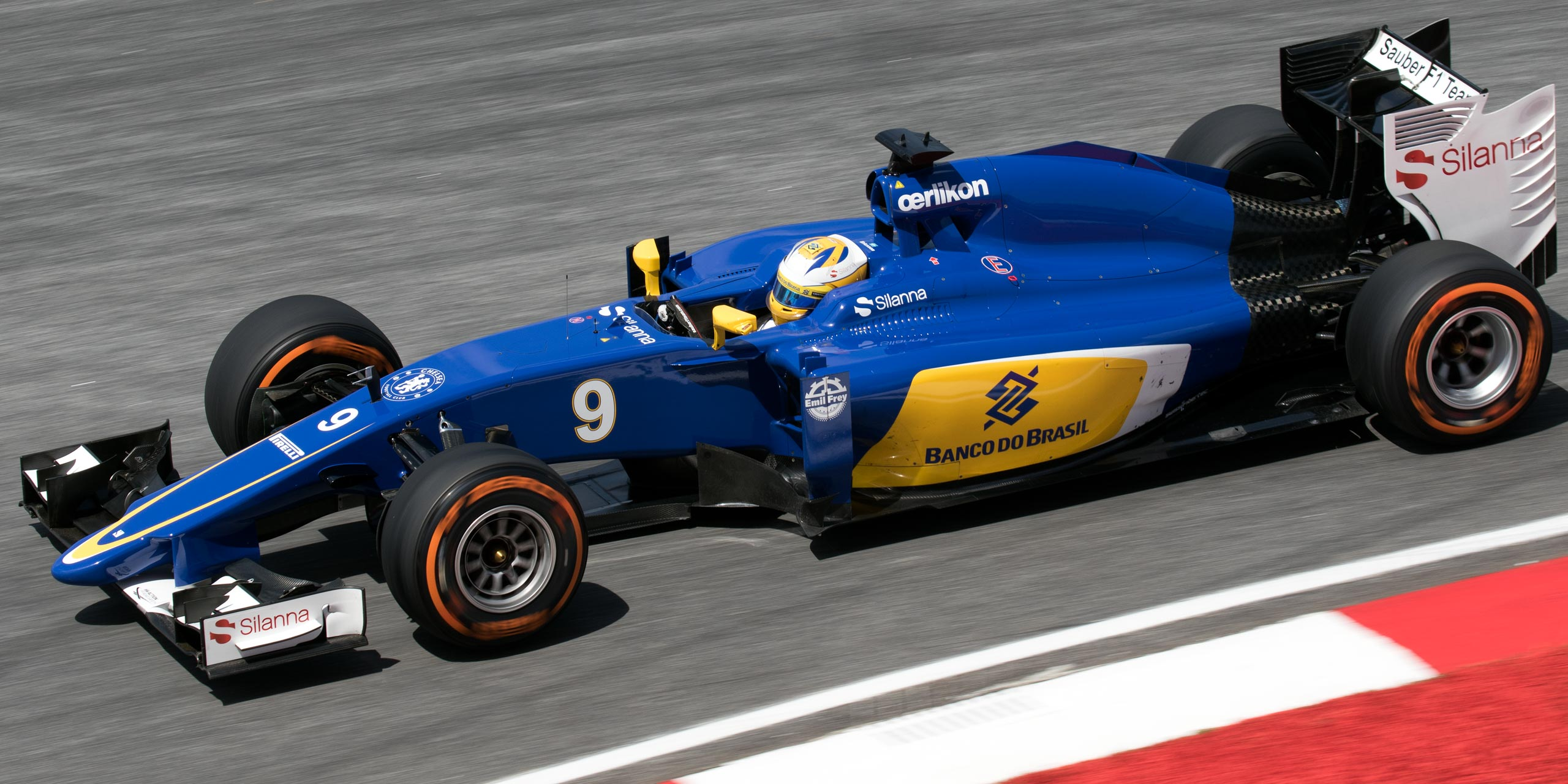
In den Farben der Banco do Brasil lackiert: Sauber C34

In der Saison 2015 trat Sauber mit dem unter der Leitung von Eric Gandelin entwickelten C34 an. Motor und Getriebe kamen wiederum von Ferrari. Die finanziellen Belastungen, die aus dem Rechtsstreits mit Van der Garde folgten, schränkten die Entwicklungsarbeit im Laufe der Saison ein. In sportlicher Hinsicht machte das Team gegenüber dem Vorjahr gleichwohl Fortschritte. Bereits im ersten Saisonrennen kamen beide Fahrer in den Punkterängen ins Ziel; es war der erste doppelte Punktgewinn seit Japan 2013. Nasrs fünfter Platz in Australien war das beste Ergebnis des Teams seit eineinhalb Jahren. Im Laufe der Saison kamen die Sauber bei der Hälfte aller Rennen in die Punkte; das Auftaktergebnis wurde allerdings nicht wieder erreicht. Sauber fuhr 2015 insgesamt 36 Punkte ein und belegte Platz acht der Konstrukteurswertung. Das Team profitierte dabei von der Schwäche des Traditionsrennstalls McLaren, der mit leistungsschwachen und unzuverlässigen Honda-Motoren zu kämpfen hatte, und des britischen Konkurrenten Manor, der nach einer Insolvenz 2014 und einem improvisierten Neubeginn mit Vorjahresautos und -motoren eine Übergangssaison durchlebte. Beide – McLaren und Manor – blieben in der Konstrukteurswertung hinter Sauber, wobei Saubers Vorsprung auf das neuntplatzierte McLaren-Team nur neun Punkte betrug. Der auf Platz sieben liegende Rennstall Toro Rosso hatte 31 Punkte mehr als Sauber.

#### 2016

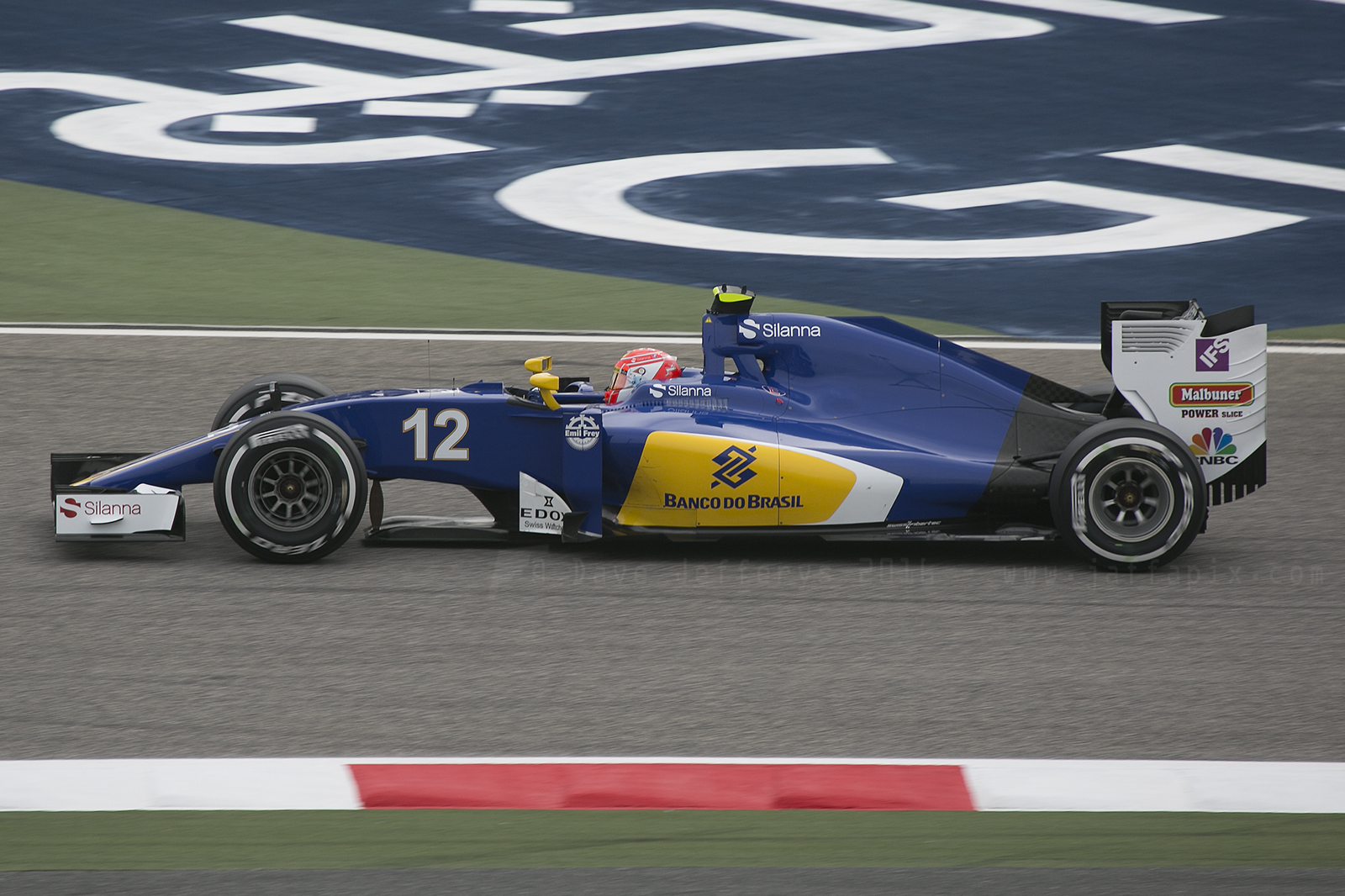
Sauber C35

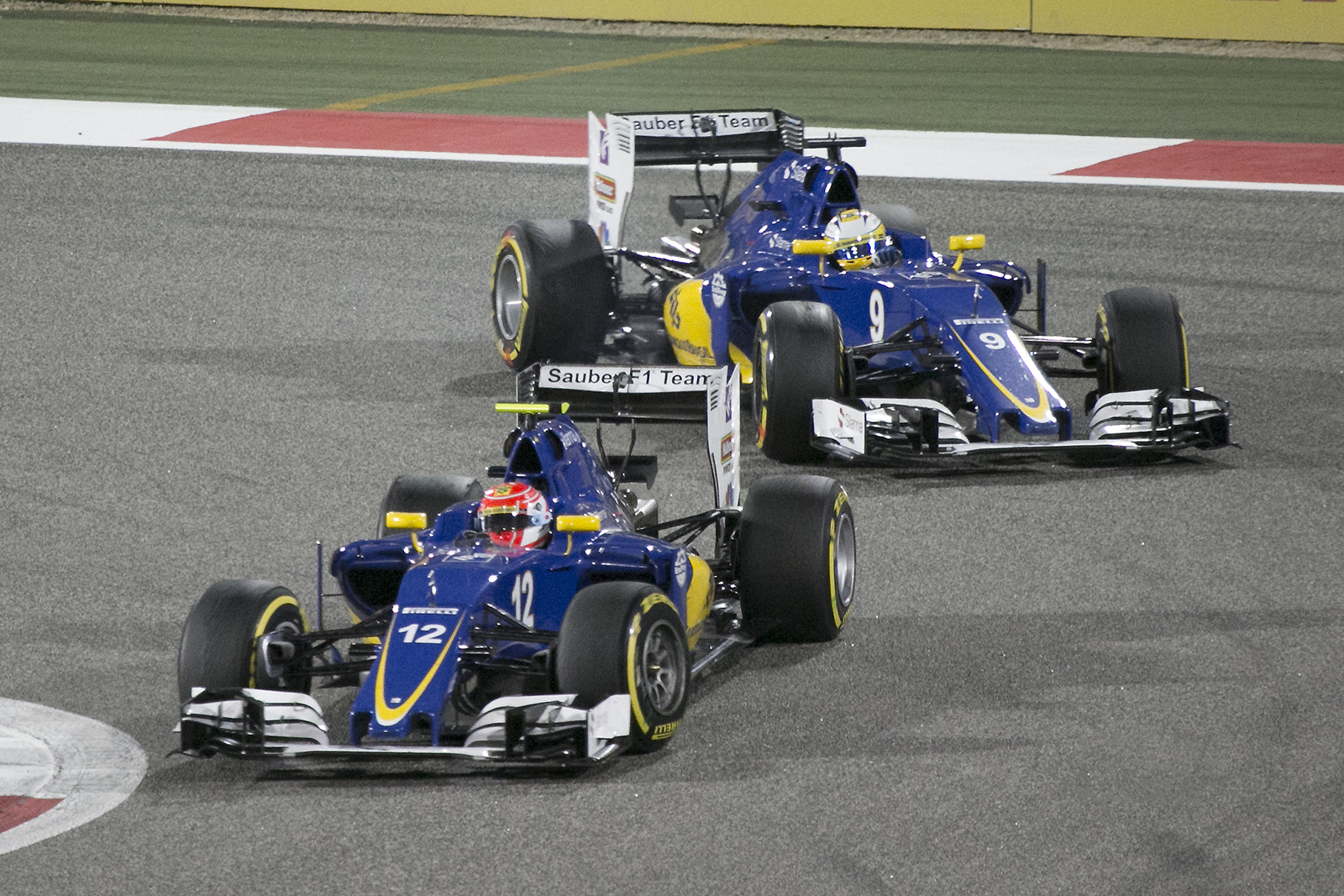
Felipe Nasr und Marcus Ericsson beim Großen Preis von Bahrain 2016

In der Formel-1-Weltmeisterschaft 2016 trat Sauber mit unveränderter Fahrerpaarung und mit dem C35 an, der eine Weiterentwicklung des letztjährigen Modells war. Sauber nutzte weiterhin die Antriebstechnik von Ferrari, wobei das Team wie der neu gegründete Rennstall Haas, aber anders als Toro Rosso, Motoren bezog, die sich auf aktuellem Entwicklungsstand befanden.
Sauber litt 2016 unter erheblichen wirtschaftlichen Schwierigkeiten, die die Saisonvorbereitung beeinträchtigten und sich auch den Rennbetrieb auswirkten. Als einziges Team bestritt Sauber nur eine der beiden Testwochen vor Saisonbeginn und setzte dort nur das Vorjahresfahrzeug ein; zudem ließ Sauber aus finanziellen Gründen die Testfahrten in Barcelona Mitte Mai aus. Sauber konnte im Februar, März, April und Mai 2016 die Gehälter der Mitarbeiter nicht rechtzeitig bezahlen. Die Zahlung der März-Gehälter sowie die Teilnahme am Großen Preis von China war nur möglich, weil ein schwedischer Sponsor, der Ericsson nahestand, einen Vorschuss zahlte. Das Management verhandelte seit dem Saisonbeginn über den Verkauf des Rennstalls.
Am 20. Juli 2016 gab das Team die Übernahme sämtlicher Unternehmensanteile der Sauber Holding durch die Schweizer Investmentgesellschaft Longbow Finance SA bekannt. Kaltenborn fungierte weiterhin als Geschäftsführerin und Teamchefin des Formel-1-Teams, Peter Sauber schied im Zuge der Übernahme aus dem Unternehmen aus. Sein Nachfolger als Vorsitzender der Sauber-Holding wurde Pascal Picci, Präsident und Geschäftsführer von Longbow Finance. Laut Medienrecherchen ist die Investmentgesellschaft mit der Tetra-Laval-Gruppe verbunden, die auch die Karriere von Formel-1-Fahrer Marcus Ericsson seit Jahren finanziell unterstützen soll, ohne dabei aber öffentlich in Erscheinung zu treten.
In technischer Hinsicht fanden seit Saisonbeginn kaum Weiterentwicklungen der Fahrzeuge statt. Beim achten Saisonrennen, dem Großen Preis von Europa, fuhr Nasr noch immer den Motor, der bereits beim Auftaktrennen in Australien eingesetzt wurde. Der Motor hatte hier seine Regellaufzeit weit überschritten und konnte nur mit reduzierter Leistung gefahren werden. Das wirkte sich insbesondere auf die Höchstgeschwindigkeiten aus.
In den Rennen des Jahres 2016 war Sauber das schwächste der drei Ferrari-Kundenteams. Beim Großen Preis von Monaco kollidierten beide Sauber-Piloten miteinander. Nasr wurde in der zweiten Rennhälfte von der Teamleitung über Funk aufgefordert, den hinter ihm liegenden Ericsson nach der Sainte Devote vorbeizulassen. Nasr leistete keine Folge. Ericsson griff Nasr in der Rascasse an und kollidierte mit ihm. Beide Fahrer gaben das Rennen kurz darauf nach einem Reparaturstopp auf. Als Strafe für die Verursachung dieser Kollision wurde Ericsson beim folgenden Rennen um drei Startplätze zurückversetzt und erhielt außerdem zwei Strafpunkte. Nachdem Manor beim Großen Preis von Österreich den ersten WM-Punkt erzielt hatte, rutschte Sauber als nunmehr einziges punkteloses Team in der Zwischenwertung auf den letzten Platz der Konstrukteursmeisterschaft ab. Erst beim vorletzten Saisonrennen in Brasilien, das mit zahlreichen wetterbedingten Safety-Car-Phasen und zwei Unterbrechungen einen außergewöhnlichen Verlauf nahm, fuhr Sauber zwei Meisterschaftspunkte ein. Nasr, der zwischenzeitlich bis auf Platz sechs vorgerückt war, kam letztlich als Neunter ins Ziel. Weitere Punkte kamen im letzten Saisonrennen nicht hinzu. Das Team schloss die Saison vor Manor auf Platz zehn der Konstrukteursmeisterschaft ab. Mit Ablauf dieser Saison endete die Unterstützung des bisherigen Sponsors Banco do Brasil.

#### 2017

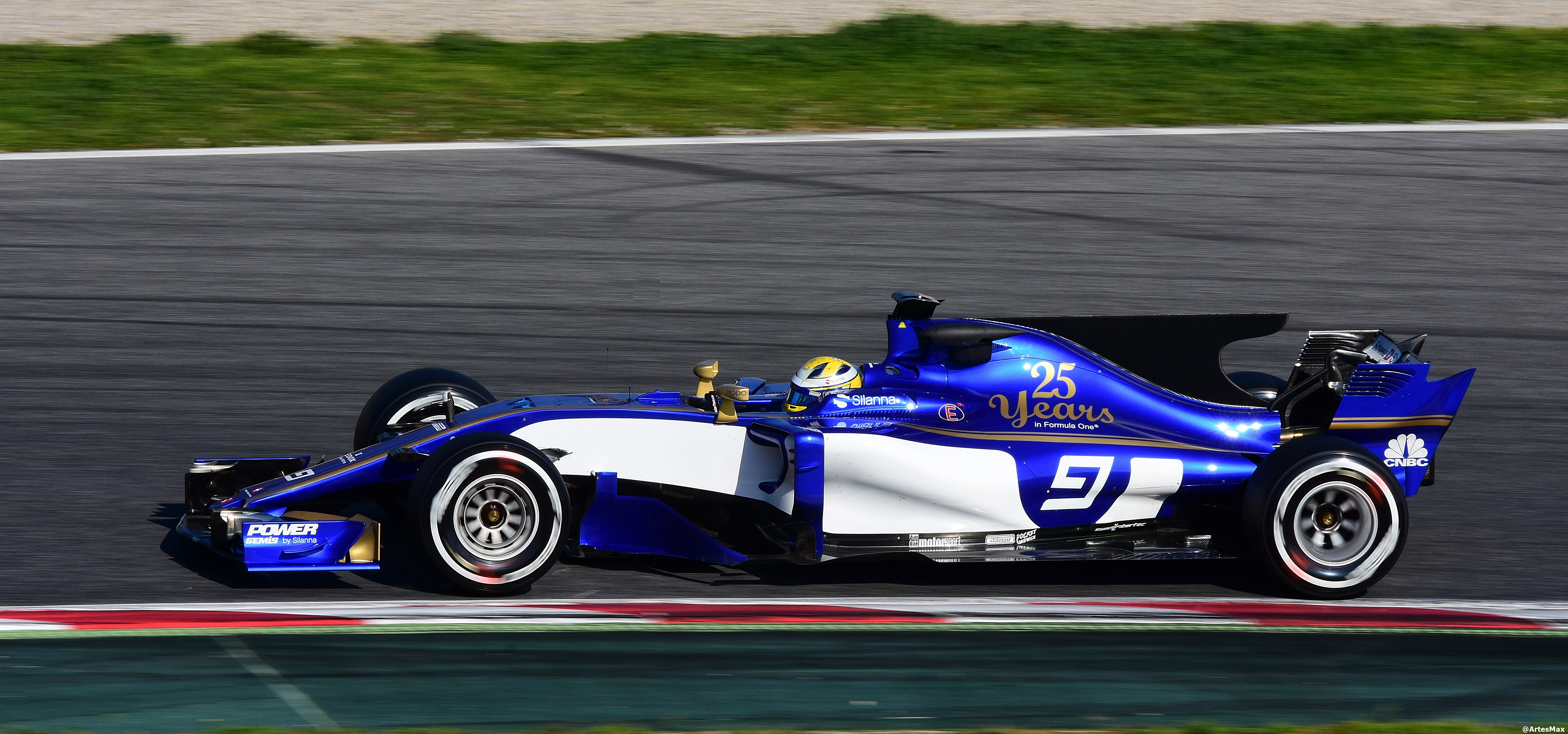
Der Sauber C36 bei Testfahrten vor Saisonbeginn in Barcelona (Ericsson)

Ericsson blieb 2017 bei Sauber, sein neuer Teamkollege wurde Pascal Wehrlein. Das nach wie vor finanzschwache Team trat in diesem Jahr nicht mit aktuellen, sondern erstmals seit Einführung der 1,6-Liter-Turbomotoren mit Vorjahres-Motoren von Ferrari an. Begründet wurde dieser Schritt damit, dass im Zuge der Reglementänderung für diese Saison das Fahrzeug nahezu vollständig neu entwickelt werden müsse und den Ingenieuren für diese Entwicklung nur für das Aggregat des Vorjahres verlässliche Werte vorliegen, was Abmessungen, Installation, Kühlbedarf und Hitzefelder des Motors angeht. Der Sauber C36 gehörte damit zu den am schwächsten motorisierten Fahrzeugen der Saison.
Beim Saisonauftakt in Australien fiel Ericsson infolge eines technischen Defekts aus. Pascal Wehrlein, der beim Race of Champions vor Saisonbeginn einen schweren Unfall erlitten hatte, trat aus gesundheitlichen Gründen nicht an; er wurde kurzfristig durch den Ferrari-Testfahrer Antonio Giovinazzi ersetzt, der der erste Italiener in einem Formel-1-Cockpit seit 2011 (Vitantonio Liuzzi bei HRT) war. Giovinazzi beendete das Rennen mit zwei Runden Rückstand als Vorletzter auf Platz 12. Zum Großen Preis von Bahrain übernahm Wehrlein den zweiten Sauber. In Spanien kam er als Achter ins Ziel und fuhr damit die ersten Meisterschaftspunkte des Jahres für den Rennstall ein, der daraufhin in der Zwischenwertung der Konstrukteursmeisterschaft an dem weiterhin punktlosen McLaren-Team vorbeizog.
Am 21. Juni 2017 trennte sich Sauber von der Teamchefin Kaltenborn, ab dem Großen Preis von Aserbaidschan übernahmen Beat Zehnder und Jörg Zander kommissarisch die Leitung des Teams. Zum 17. Juli 2017 übernahm Frédéric Vasseur den Posten des Teamchefs.

#### 2018

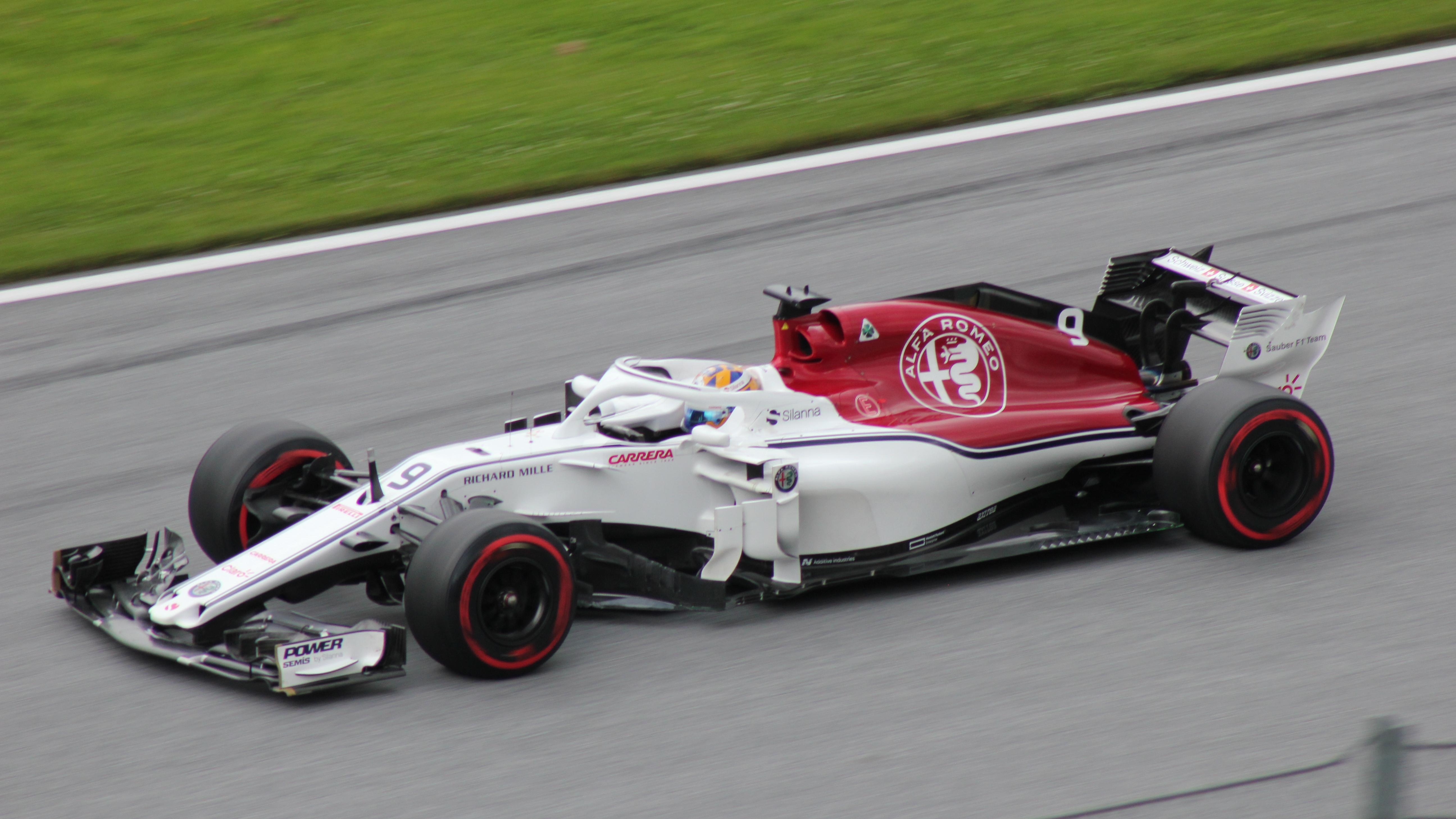
Mit Alfa-Romeo-Logo: Sauber C37 beim Großen Preis von Österreich 2018

Beginnend mit der Saison 2018 ging Sauber eine über mehrere Jahre geplante Partnerschaft mit dem Mailänder Automobilhersteller Alfa Romeo ein. Das Team hatte 2018 den Namen Alfa Romeo Sauber F1 Team und trat mit Ferrari-Motoren an.
Entgegen ersten Planungen aus dem Frühjahr 2017, als Sauber eine künftige Motorenpartnerschaft mit Honda angekündigt hatte, trat das Team auch 2018 mit Ferrari-Motoren an. Anders als 2017 erhielt Sauber allerdings Motoren der jeweils aktuellsten Ausbaustufe. Stammfahrer wurden 2018 Charles Leclerc und Marcus Ericsson. Leclerc hatte dabei seinen Teamkollegen deutlich im Griff und fuhr nach Startschwierigkeiten in den ersten drei Rennen regelmäßig in die Punkteränge. Sauber belegte zum Jahresende mit 48 Punkten Rang acht der Konstrukteursmeisterschaft und lag damit deutlich vor Toro Rosso (33 Punkte) und Williams (7 Punkte).

### Alfa Romeo Racing
Ab der Saison 2019 trat das Team als Alfa Romeo Racing an. Der Name Sauber entfiel in der Meldebezeichnung, obwohl das betreibende Unternehmen weiterhin Sauber Motorsport AG hieß. Alfa Romeo war seitdem Titelsponsor und Namensgeber; obwohl sie bei der Namensänderung keine Anteile an Sauber übernommen hatten. Eine Beziehung zu Alfa Romeos früheren Formel-1-Engagements, die von einem eigenen Werksteam bzw. über Autodelta (1979 bis 1982) oder Euroracing (1983 bis 1985) betrieben wurden, bestand nicht.

#### 2019

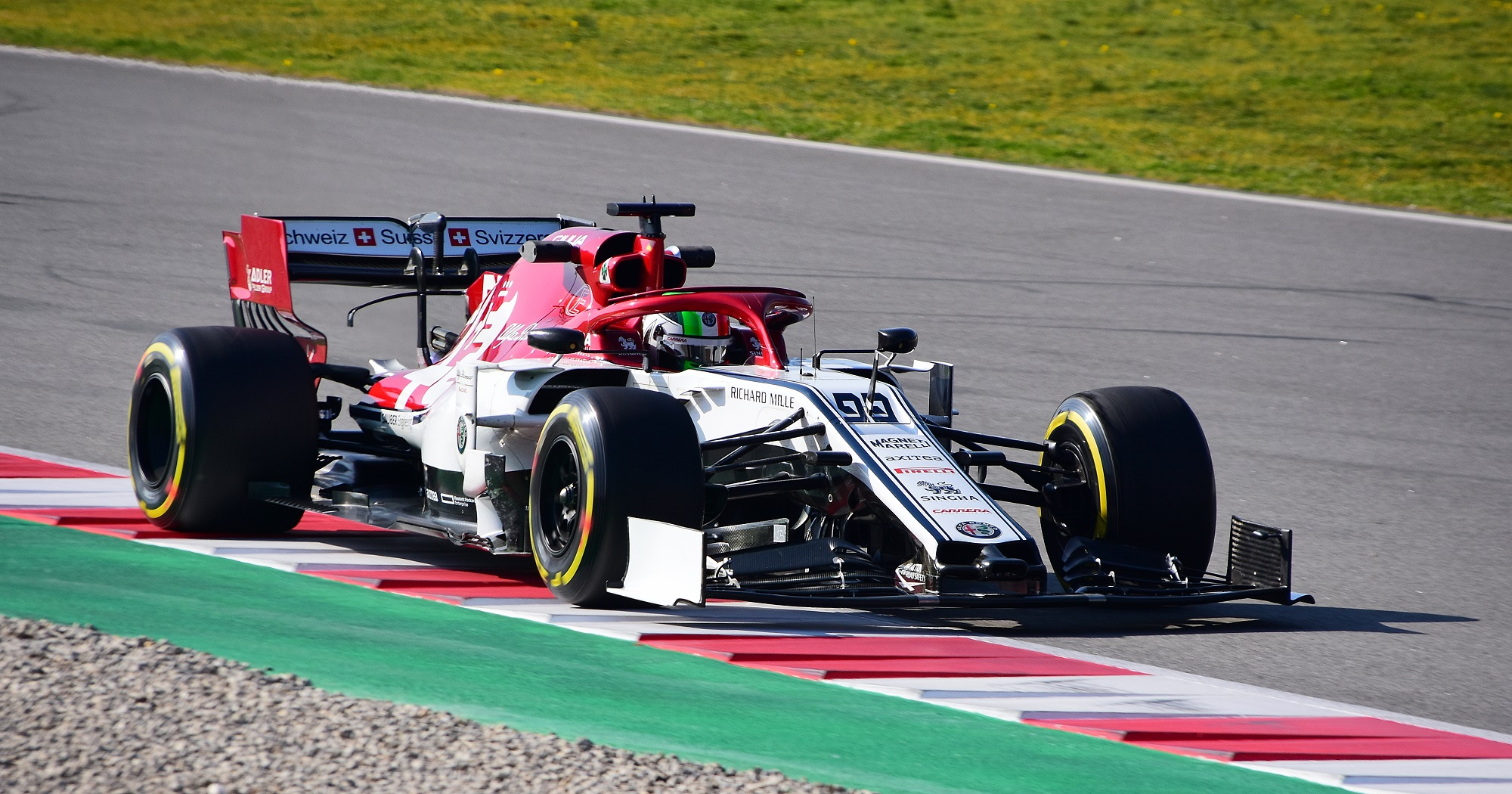
Alfa Romeo C38

Für 2019 kehrte Kimi Räikkönen zu dem Schweizer Rennstall zurück und wurde Teamkollege von Antonio Giovinazzi. Leclerc wechselte zu Ferrari, Ericsson war Test- und Ersatzfahrer. Nach regelmäßigen Punkteergebnissen bis zur Sommerpause fiel man etwas zurück. Kurz zuvor bekamen beide Fahrer nach dem Rennen in Deutschland jeweils 30 Sekunden Zeitstrafen, da die Kupplungen in beiden Fahrzeugen beanstandet wurden. Dadurch verlor das Team die 10 Punkte, welche Räikkönen als Siebter und Giovinazzi als Achter zuvor erzielt hatten. In der zweiten Saisonhälfte war man zunächst nur noch vereinzelt in den Punkten. Beim turbulenten Grand Prix in Brasilien erzielte man als Vierter (Räikkönen) und Fünfter (Giovinazzi) allerdings etwas überraschend sein bestes Saisonergebnis. Am Saisonende belegte das Team mit 57 Punkten den achten Gesamtrang. In der Fahrerwertung wurde Räikkönen mit 43 Punkten Zwölfter. Giovinazzi fuhr auf den 17. Gesamtrang mit 14 Punkten.

#### 2020

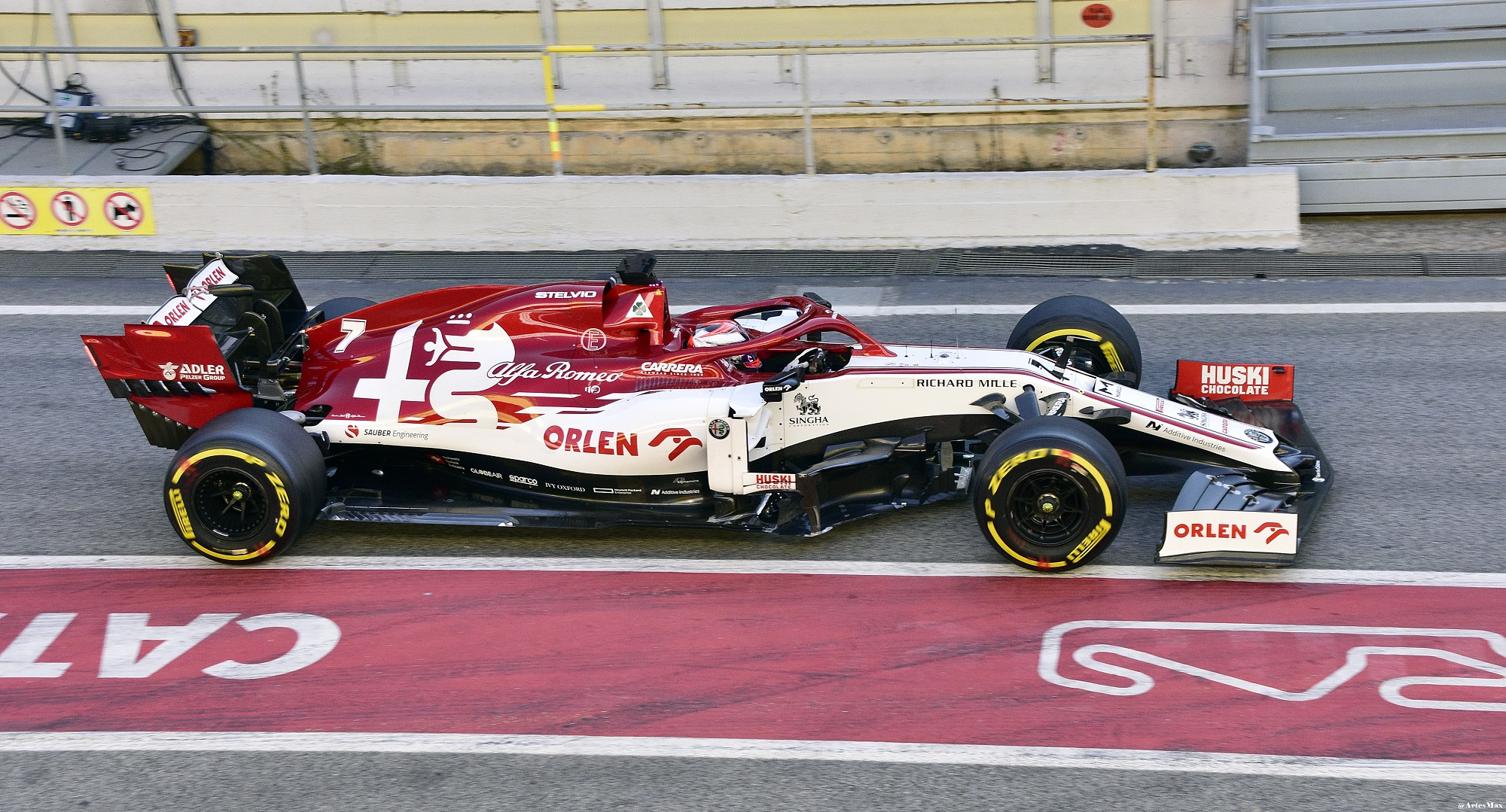
Alfa Romeo C39

2020 bildeten Räikkönen und Giovinazzi wieder das Fahrerduo. Als dritter Fahrer wurde Robert Kubica verpflichtet, dessen Vertrag beim Williams-Team nicht verlängert wurde. Als zusätzliche Testfahrerin fungierte die Kolumbianerin Tatiana Calderón. Im Rahmen des Emilia-Romagna-GP wurden die Verträge der beiden Stammfahrer auch für 2021 bestätigt. Das Team beendete die Saison auf dem achten Platz der Konstrukteurswertung mit acht Punkten. In der Fahrerwertung schloss Räikkönen die Saison mit vier Punkten auf Platz 16 ab und setzte sich gegen seinen Teamkollegen Giovinazzi durch, der mit ebenfalls vier Punkten auf Platz 17 gewertet wurde. Dies kam zustande, da Räikkönen im Saisonverlauf zwei Rennen auf dem 9. Platz beendet hatte, was Giovinazzi jedoch nur einmal gelang.

#### 2021
Auch in der Saison 2021 trat Sauber mit Antonio Giovinazzi und Kimi Räikkönen als Fahrer an. Dritter Fahrer wurde Robert Kubica, der im September 2021 den an COVID-19 erkrankten Räikkönen für zwei Rennen vertrat. Mit 13 Punkten belegte das Team am Ende der Saison Platz 9 in der Konstrukteur-Meisterschaft – bei den Fahrern setzte sich Räikkönen mit 10 Punkten und einem 16. Platz in der Gesamtwertung gegen seinen Teamkollegen Giovinazzi durch, der mit drei Punkten den 18. Platz belegte. Räikkönen beendete Ende 2021 seine Karriere in der Formel 1 – der Vertrag mit Giovinazzi wurde nicht verlängert.

#### 2022

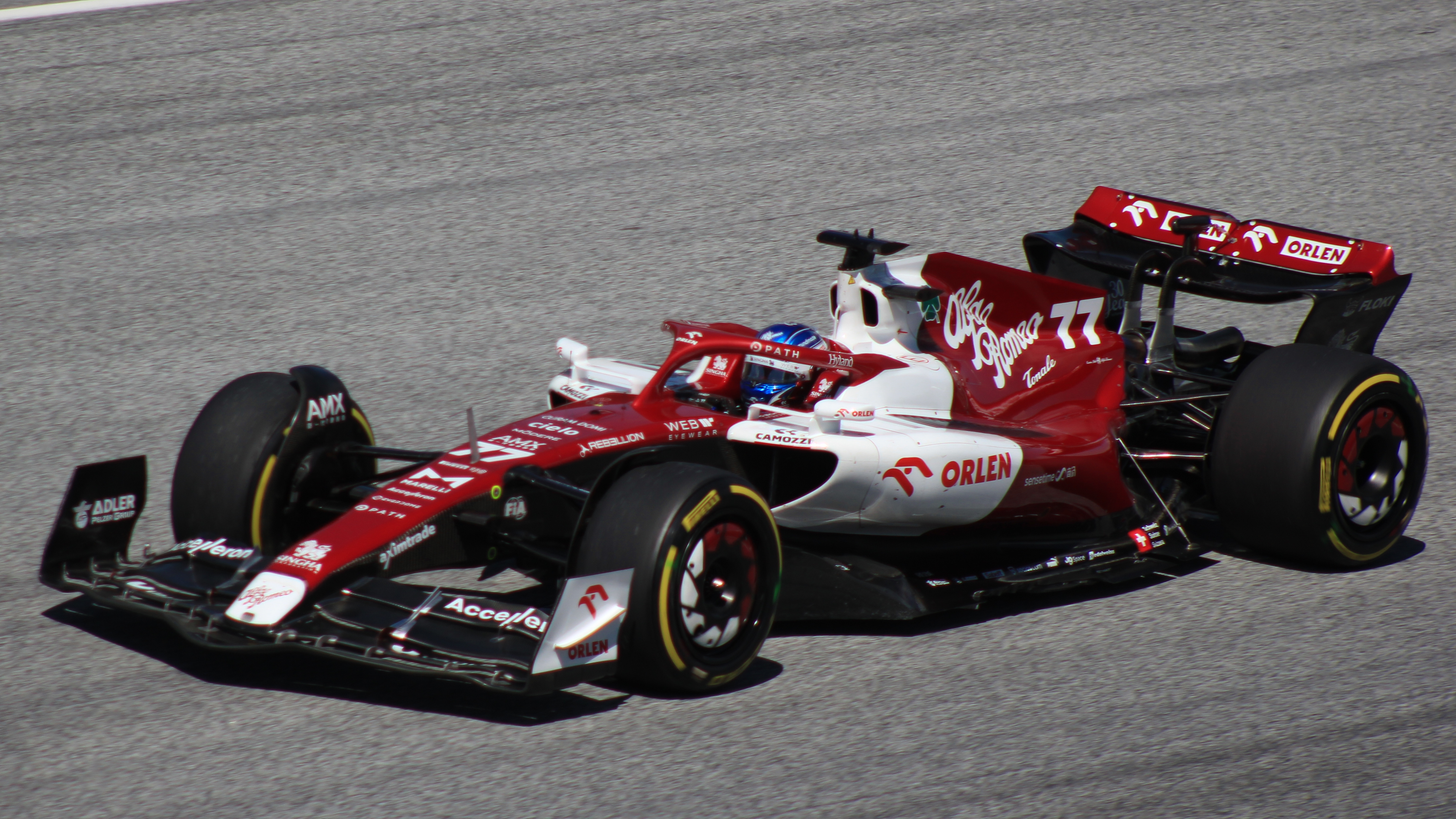
Alfa Romeo C42

Für die Saison 2022 verpflichtete Sauber mit Valtteri Bottas und Zhou Guanyu zwei neue Stammfahrer. Bottas wechselte nach fünf Jahren von Mercedes, während Zhou aus der Formel 2 aufstieg. Der Vertrag mit Robert Kubica als drittem Fahrer wurde verlängert. Der Alfa Romeo C42 zeigte sich insbesondere in den Händen von Bottas deutlich konkurrenzfähiger als die Modelle der Vorjahre. Das Team belegt zum Saisonende mit 55 Punkten Platz sechs in der Gesamtwertung, punktgleich mit Aston Martin, aber dank dem besseren Einzelergebnis vor diesem. Bottas trug 49 Punkte bei und stand in der Fahrerwertung auf Platz 10, Zhou mit 6 Punkten auf Platz 18. Im Rahmen des Großen Preises von Belgien wurde bekannt gegeben, dass die Partnerschaft mit Alfa Romeo Ende der Saison 2023 beendet wird. Am 26. Oktober 2022 wurde bekannt gegeben, dass sich das Sauber-Team ab der Saison 2026 mit Audi vereinen, den Audi-Motor verwenden und zum Audi-Werksteam werden wird. Sauber vermeldete am 13. Dezember den Abschied des Teamchefs und Geschäftsführers Frédéric Vasseur, der zum 9. Januar 2023 zur Scuderia Ferrari wechseln und dort Nachfolger von Mattia Binotto werden wird. Als neuer Geschäftsführer wurde der bisherige McLaren-Teamchef Andreas Seidl bestätigt. Am 26. Januar 2023 wurde bekannt gegeben, dass Alessandro Alunni Bravi der neue Teamchef von Alfa Romeo zur Saison 2023 werden wird.

#### 2023

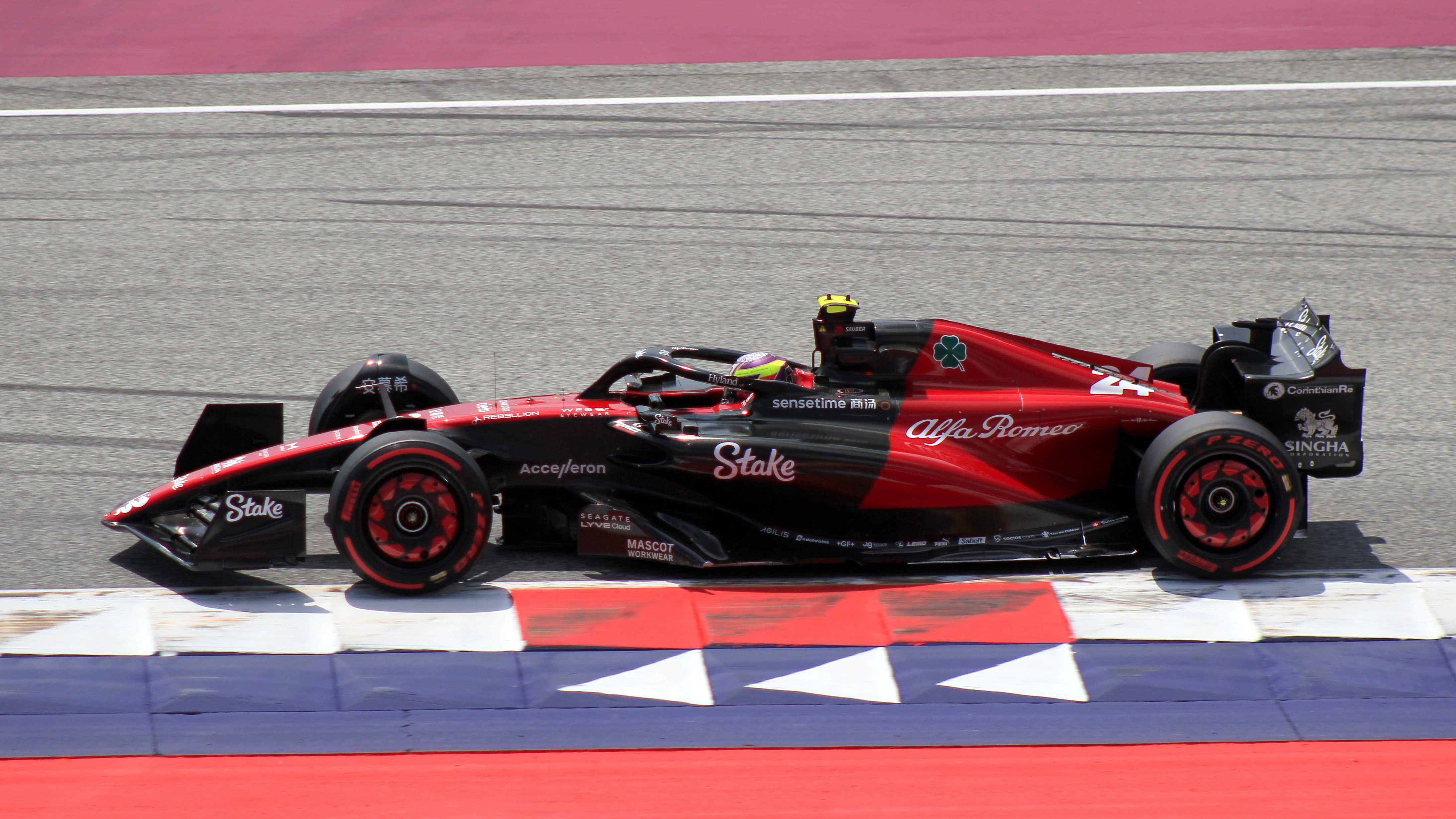
Alfa Romeo C43

Für die Saison 2023 blieben Bottas und Zhou dem Team erhalten. Der ehemalige Hauptsponsor, Orlen verließ das Team, um neuer Hauptsponsor von Alpha Tauri zu werden. Als neuer Sponsor wurde das Online-Casino Stake vorgestellt. In den Ländern, in denen Glücksspiel- und Sportwettenwerbung nicht erlaubt sind, wird anstelle vom Stake-Logo das Logo von der Streaming-Plattform KICK auftreten. Das neue Auto, der Alfa Romeo C43 wurde mit einer neuen Lackierung am 07.02 am Hauptsitz des Teams in Hinwil vorgestellt. Im Rahmen des Großen Preis von Singapur wurde Guanyu Zhou auch für das Jahr 2024 als zweiten Fahrer neben Bottas, der einen Vertrag bis Ende 2024 besitzt, verkündet. Zudem gab das Team bekannt, dass für das Jahr 2024 James Key, der zuvor von McLaren entlassen wurde, ab 2024 neuer technischer Direktor wird und damit Jan Monchaux ersetzen wird. Das Team beendete die Saison auf dem neunten und vorletzten Platz mit 16 Punkten.
Die Höhepunkte für Sauber waren 2023 das Q3 mit beiden Autos einschließlich einem fünften Platz für Zhou beim Großen Preis von Ungarn sowie Platz 7 und Platz 9 beim Katar-Grand-Prix.

### Kick Sauber

#### 2024

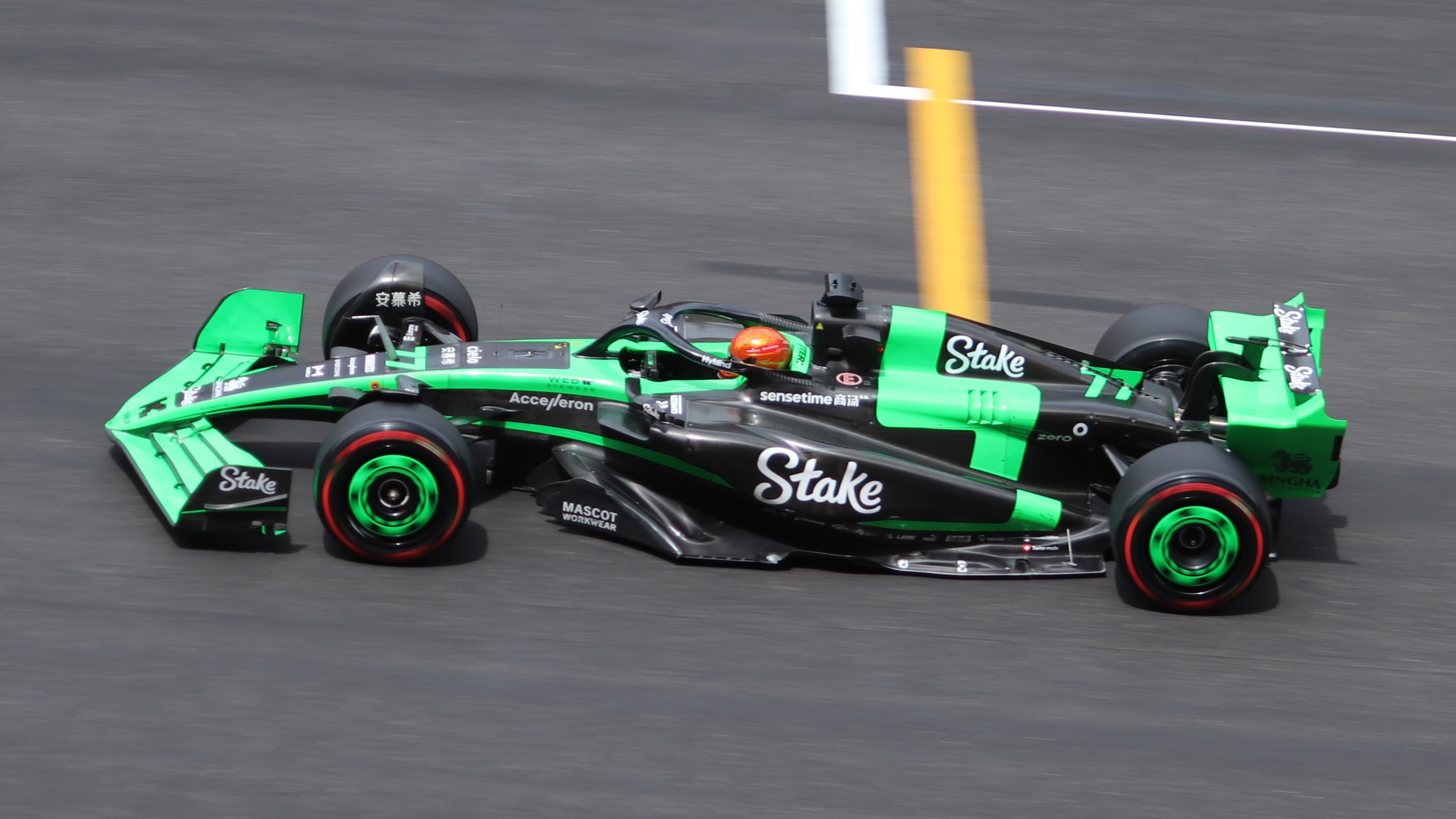
Valtteri Bottas im Kick Sauber C44

Am 1. Januar wurde bekannt gegeben, dass Sauber im Jahr 2024 unter dem Namen Stake F1 Team Kick Sauber an den Start gehen werde. Die Streaming-Plattform Kick.com sicherte sich die Namensrechte am Chassis. Das neue Auto 2024 wurde erstmals nicht in der Schweiz, Österreich oder Deutschland, sondern am 5. Februar in London präsentiert.
Die Fahrer Bottas und Zhou gingen in ihre dritte Saison bei diesem Team. Vor Beginn der Saison wurden Ermittlungen gegen den Schweizer Rennstall aufgrund seines neuen Namens eingeleitet. Gemäß Eidgenössischer Spielbankenkommission soll der Name gegen Schweizer Gesetze verstoßen, später wurden die Ermittlungen eingestellt.
Die Saison war für den Schweizer Rennstall die schlechteste seit acht Jahren, nachdem man bis zum vorletzten Rennen als einziges Team ohne WM-Punkte dastand. Wie auch schon 2016 konnte man beim vorletzten Rennen Punkte einfahren, da Guanyu Zhou in Katar auf Platz 8 ins Ziel kam und so dem Team vier Punkte sichern konnte. Diese vier Punkte blieben jedoch die einzigen Punkte in der Saison. Zhous Teamkollege, Valtteri Bottas konnte das gesamte Jahr über keine Punkte holen. Dieser behauptete in einem Interview mit „The Race“, dass der Wechsel zu Sauber und seine drei Jahre beim Schweizer Rennstall ein „Fehler gewesen sei“. Dabei begründete er seine Aussage unter anderem mit dem Wechsel von Frédéric Vasseur zu Ferrari, welcher ein Schlüsselfaktor gewesen sein soll, dass Bottas zu Sauber gewechselt ist, sowie der fehlenden Konkurrenzfähigkeit der Wägen.
Zudem machte das Team bei den ersten drei Saisonrennen negativ auf sich aufmerksam, da mindestens ein Boxenstopp misslang und über 30 Sekunden dauerte, weil es immer wieder zu Problemen mit verkanteten Radmuttern kam. Dieses Problem konnte jedoch behoben werden, sodass die Boxenstopps für den Verlauf der restlichen Saison kein Problem mehr waren.
Das Jahr 2024 wurde auch unter anderem durch einige personelle Veränderungen bei Sauber beeinflusst. Ende Juli gab Sauber bekannt, dass der bisherige Geschäftsführer Andreas Seidl ab dem 1. August durch den langjährigen Ferrari-Ingenieur Mattia Binotto ersetzt werde, der zusätzlich von Oliver Hoffmann die Rolle des Direktors des Formel-1-Projekts bei der Audi AG übernehmen solle. Des Weiteren wurde der Red-Bull-Sportchef Jonathan Wheatley als zukünftiger Teamchef bekannt gegeben.
Kurz nach dem Mexiko-Grand-Prix wurde ebenfalls bekannt, dass Beat Zehnder, der seit dem ersten Grand Prix bei Sauber tätig war, nicht mehr Teammanager sein und eine neue Rolle in Hinwil erhalten werde. Seine Rolle als Teammanager werde ab 2025 von Inaki Rueda übernommen. Zudem werde Giampaolo Dall’Ara ab 2025 die neue Rolle als „Head of Race Operations“ einnehmen.
Ende November wurde eine Ankündigung auf der Webseite von Sauber veröffentlicht, auf der es hieß, dass das Qatar Investment Authority „eine bedeutende Minderheitsbeteiligung“ vom Schweizer Rennstall gekauft habe.

#### 2025
Am 25. April 2024 wurde bekanntgegeben, dass Nico Hülkenberg ab 2025 Haas verlassen und sich dem Schweizer Rennstall anschließen werde. Am 6. November 2024 gab Sauber außerdem bekannt, dass der Formel-2-Meister Gabriel Bortoleto das zweite Cockpit übernehmen werde. Teamchef wurde zum 1. April 2025 Jonathan Wheatley. Dabei ersetzte Wheatley den Italiener Alessandro Alunni Bravi, welcher zu McLaren wechselt und dort den Posten als „Chief Business Affairs Officer“ annimmt.
Das Jahr 2025 verläuft (Stand 17. Juni 2025) deutlich positiver als das vergangene Jahr. Schon nach dem Kanada-Grand-Prix hatte der Schweizer Rennstall bereits das Fünffache an Punkten, als man am Ende der Saison 2024 zu verzeichnen hatte. Durch eine Weiterentwicklung am Unterboden des C45 konnte Sauber wertvollen Boden in der Leistung wiedergutmachen. Dies Höhepunkt erreichte Sauber beim Großen Preis von Spanien, als man mit Nico Hülkenberg – welcher von Platz 15 an den Start ging – nach einer geglückten Zwei-Stopp-Strategie und einem späten Safety-Car gegen Rennende den siebenfachen Weltmeister Lewis Hamilton im Ferrari überholen konnte und man somit auf Platz fünf ins Ziel kam. Für Sauber war dies das beste Ergebnis seit dem Großen Preis der Emilia-Romagna 2022, als Valtteri Bottas (damals noch unter dem Namen Alfa Romeo) ebenfalls auf Platz fünf ins Ziel kam.

## Zahlen und Daten

### Statistik in der Formel 1
Stand: Großer Preis von Ungarn, 3. August 2025
| Saison | Teamname                  | Chassis         | Motor                 | Reifen | Grand Prix | Siege | Zweiter | Dritter | Poles | schn. Runden | Punkte | WM-Rang |
| ------ | ------------------------- | --------------- | --------------------- | ------ | ---------- | ----- | ------- | ------- | ----- | ------------ | ------ | ------- |
| 1993   | Team Sauber AG            | Sauber C12      | Ilmor 3.5 V10         | G      | 16         | –     | –       | –       | –     | –            | 12     | 7.      |
| 1994   | Broker Sauber Mercedes    | Sauber C13      | Mercedes-Benz 3.5 V10 | G      | 15         | –     | –       | –       | –     | –            | 12     | 8.      |
| 1995   | Red Bull Sauber Ford      | Sauber C14      | Ford Zetec-R 3.0 V8   | G      | 17         | –     | –       | 1       | –     | –            | 18     | 7.      |
| 1996   | Red Bull Sauber Ford      | Sauber C15      | Ford Zetec-R 3.0 V10  | G      | 16         | –     | –       | 1       | –     | –            | 11     | 7.      |
| 1997   | Red Bull Sauber Petronas  | Sauber C16      | Petronas 3.0 V10      | G      | 17         | –     | –       | 1       | –     | –            | 16     | 7.      |
| 1998   | Sauber Red Bull Petronas  | Sauber C17      | Petronas 3.0 V10      | G      | 16         | –     | –       | 1       | –     | –            | 10     | 6.      |
| 1999   | Red Bull Sauber Petronas  | Sauber C18      | Petronas 3.0 V10      | B      | 16         | –     | –       | –       | –     | –            | 5      | 8.      |
| 2000   | Red Bull Sauber Petronas  | Sauber C19      | Petronas 3.0 V10      | B      | 16         | –     | –       | –       | –     | –            | 6      | 8.      |
| 2001   | Red Bull Sauber Petronas  | Sauber C20      | Petronas 01A 3.0 V10  | B      | 17         | –     | –       | 1       | –     | –            | 21     | 4.      |
| 2002   | Sauber Petronas           | Sauber C21      | Petronas 02A 3.0 V10  | B      | 17         | –     | –       | –       | –     | –            | 11     | 5.      |
| 2003   | Sauber Petronas           | Sauber C22      | Petronas 03A 3.0 V10  | B      | 16         | –     | –       | 1       | –     | –            | 19     | 6.      |
| 2004   | Sauber Petronas           | Sauber C23      | Petronas 04A 3.0 V10  | B      | 18         | –     | –       | –       | –     | –            | 34     | 6.      |
| 2005   | Sauber Petronas           | Sauber C24      | Petronas 05A 3.0 V10  | M      | 18         | –     | –       | –       | –     | –            | 20     | 8.      |
| 2010   | BMW Sauber F1 Team        | Sauber C29      | Ferrari 2.4 V8        | B      | 19         | –     | –       | –       | –     | –            | 44     | 8.      |
| 2011   | Sauber F1 Team            | Sauber C30      | Ferrari 2.4 V8        | P      | 19         | –     | –       | –       | –     | –            | 44     | 7.      |
| 2012   | Sauber F1 Team            | Sauber C31      | Ferrari 2.4 V8        | P      | 20         | –     | 2       | 2       | –     | 2            | 126    | 6.      |
| 2013   | Sauber F1 Team            | Sauber C32      | Ferrari 2.4 V8        | P      | 19         | –     | –       | –       | –     | 1            | 57     | 7.      |
| 2014   | Sauber F1 Team            | Sauber C33      | Ferrari 1.6 V6 Turbo  | P      | 19         | –     | –       | –       | –     | –            | –      | 10.     |
| 2015   | Sauber F1 Team            | Sauber C34      | Ferrari 1.6 V6 Turbo  | P      | 19         | –     | –       | –       | –     | –            | 36     | 8.      |
| 2016   | Sauber F1 Team            | Sauber C35      | Ferrari 1.6 V6 Turbo  | P      | 21         | –     | –       | –       | –     | –            | 2      | 10.     |
| 2017   | Sauber F1 Team            | Sauber C36      | Ferrari 1.6 V6 Turbo  | P      | 20         | –     | –       | –       | –     | –            | 5      | 10.     |
| 2018   | Alfa Romeo Sauber F1 Team | Sauber C37      | Ferrari 1.6 V6 Turbo  | P      | 21         | –     | –       | –       | –     | –            | 48     | 8.      |
| 2019   | Alfa Romeo Racing         | Alfa Romeo C38  | Ferrari 1.6 V6 Turbo  | P      | 21         | –     | –       | –       | –     | –            | 57     | 8.      |
| 2020   | Alfa Romeo Racing ORLEN   | Alfa Romeo C39  | Ferrari 1.6 V6 Turbo  | P      | 17         | –     | –       | –       | –     | –            | 8      | 8.      |
| 2021   | Alfa Romeo Racing ORLEN   | Alfa Romeo C41  | Ferrari 1.6 V6 Turbo  | P      | 22         | –     | –       | –       | –     | –            | 13     | 9.      |
| 2022   | Alfa Romeo F1 Team ORLEN  | Alfa Romeo C42  | Ferrari 1.6 V6 Turbo  | P      | 22         | –     | –       | –       | –     | 1            | 55     | 6.      |
| 2023   | Alfa Romeo F1 Team Stake  | Alfa Romeo C43  | Ferrari 1.6 V6 Turbo  | P      | 22         | –     | –       | –       | –     | 1            | 16     | 9.      |
| 2024   | Stake F1 Team Kick Sauber | KICK Sauber C44 | Ferrari 1.6 V6 Turbo  | P      | 24         | –     | –       | –       | –     | –            | 4      | 10.     |
| 2025   | Stake F1 Team Kick Sauber | KICK Sauber C45 | Ferrari 1.6 V6 Turbo  | P      | 14         | –     | –       | 1       | –     | –            | 51     | 7.      |
| Gesamt | Gesamt                    | Gesamt          | Gesamt                | Gesamt | 533        | –     | 2       | 9       | –     | 5            | 751    |         |

### Alle Fahrer des Sauber-Teams in der Formel 1

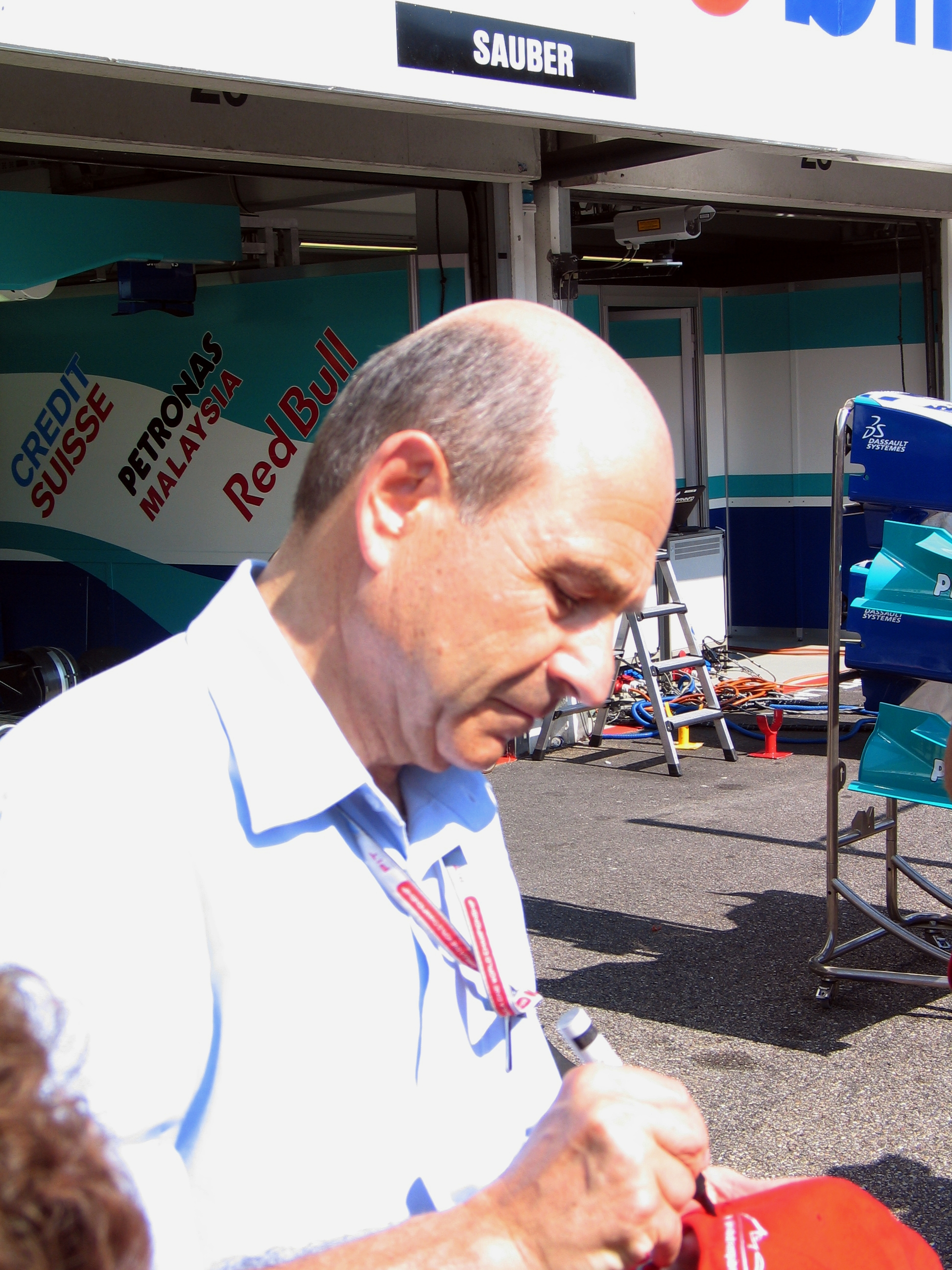
Peter Sauber (2004)

Stand: Großer Preis von Ungarn, 3. August 2025
| Name                     | Jahre               | Grands Prix | Punkte | Siege | Zweiter | Dritter | Poles | schn. Runden | beste WM-Pos.          |
| ------------------------ | ------------------- | ----------- | ------ | ----- | ------- | ------- | ----- | ------------ | ---------------------- |
| Marcus Ericsson          | 2015–2018           | 81          | 18     | –     | –       | –       | –     | –            | 17. (2018)             |
| Kimi Räikkönen           | 2001 2019–2021      | 74          | 66     | –     | –       | –       | –     | –            | 10. (2001)             |
| Valtteri Bottas          | 2022–2024           | 68          | 59     | –     | –       | –       | –     | –            | 10. (2022)             |
| Zhou Guanyu              | 2022–2024           | 68          | 16     | –     | –       | –       | –     | 2            | 18. (2022, 2023)       |
| Heinz-Harald Frentzen    | 1994–1996 2002–2003 | 65          | 42     | –     | –       | 2       | –     | –            | 9. (1995)              |
| Antonio Giovinazzi       | 2017 2019–2021      | 61          | 21     | –     | –       | –       | –     | –            | 17. (2019, 2020)       |
| Kamui Kobayashi          | 2010–2012           | 58          | 122    | –     | –       | 1       | –     | 1            | 12. (2010, 2011, 2012) |
| Nick Heidfeld            | 2001–2003 2010      | 55          | 31     | –     | –       | 1       | –     | –            | 8. (2001)              |
| Felipe Massa             | 2002 2004–2005      | 52          | 27     | –     | –       | –       | –     | –            | 12. (2004)             |
| Johnny Herbert           | 1996–1998           | 49          | 20     | –     | –       | 2       | –     | –            | 10. (1997)             |
| Felipe Nasr              | 2015–2016           | 39          | 29     | –     | –       | –       | –     | –            | 13. (2015)             |
| Esteban Gutiérrez        | 2013–2014           | 38          | 6      | –     | –       | –       | –     | 1            | 16. (2013)             |
| Sergio Pérez             | 2011–2012           | 36          | 80     | –     | 2       | 1       | –     | 1            | 10. (2012)             |
| Nico Hülkenberg          | 2013, 2025–         | 32          | 88     | –     | –       | 1       | –     | –            | 10. (2013)             |
| Jean Alesi               | 1998–1999           | 32          | 11     | –     | –       | 1       | –     | –            | 11. (1998)             |
| Pedro Diniz              | 1999–2000           | 32          | 3      | –     | –       | –       | –     | –            | 14. (1999)             |
| Karl Wendlinger          | 1993–1995           | 25          | 11     | –     | –       | –       | –     | –            | 12. (1993)             |
| Charles Leclerc          | 2018                | 21          | 39     | –     | –       | –       | –     | –            | 13. (2018)             |
| Adrian Sutil             | 2014                | 19          | 0      | –     | –       | –       | –     | –            | 18. (2014)             |
| Giancarlo Fisichella     | 2004                | 18          | 22     | –     | –       | –       | –     | –            | 11. (2004)             |
| JJ Lehto                 | 1993–1994           | 18          | 5      | –     | –       | –       | –     | –            | 13. (1993)             |
| Jacques Villeneuve       | 2005                | 18          | 9      | –     | –       | –       | –     | –            | 14. (2005)             |
| Pascal Wehrlein          | 2017                | 18          | 5      | –     | –       | –       | –     | –            | 18. (2017)             |
| Mika Salo                | 2000                | 16          | 6      | –     | –       | –       | –     | –            | 11. (2000)             |
| Gabriel Bortoleto        | 2025–               | 14          | 14     | –     | –       | –       | –     | –            | –.                     |
| Pedro de la Rosa         | 2010–2011           | 14          | 6      | –     | –       | –       | –     | –            | 17. (2010)             |
| Jean-Christophe Boullion | 1995                | 11          | 3      | –     | –       | –       | –     | –            | 16. (1995)             |
| Andrea de Cesaris        | 1994                | 9           | 1      | –     | –       | –       | –     | –            | 20. (1994)             |
| Gianni Morbidelli        | 1997                | 7           | 0      | –     | –       | –       | –     | –            | 22. (1997)             |
| Nicola Larini            | 1997                | 5           | 1      | –     | –       | –       | –     | –            | 19. (1997)             |
| Norberto Fontana         | 1997                | 4           | 0      | –     | –       | –       | –     | –            | 23. (1997)             |
| Robert Kubica            | 2021                | 2           | 0      | –     | –       | –       | –     | –            | 20. (2021)             |

Aktuelle Fahrer sind in gelb dargestellt.

### Ergebnisse in der Formel 1

#### 1993 bis 2005
| Saison | Chassis    | Fahrer         | Nr. | 1   | 2   | 3   | 4   | 5   | 6   | 7   | 8   | 9   | 10  | 11  | 12  | 13  | 14  | 15  | 16  | 17  | 18 | 19 | Punkte | Rang |
| ------ | ---------- | -------------- | --- | --- | --- | --- | --- | --- | --- | --- | --- | --- | --- | --- | --- | --- | --- | --- | --- | --- | -- | -- | ------ | ---- |
| 1993   | Sauber C12 |                |     |     |     |     |     |     |     |     |     |     |     |     |     |     |     |     |     |     |    |    | 12     | 7.   |
| 1993   | Sauber C12 | K. Wendlinger  | 29  | DNF | DNF | DNF | DNF | DNF | 13  | 6   | DNF | DNF | 9   | 6   | DNF | 4   | 5   | DNF | 15  |     |    |    | 12     | 7.   |
| 1993   | Sauber C12 | J. Lehto       | 30  | 5   | DNF | DNF | 4   | DNF | DNF | 7   | DNF | 8   | DNF | DNF | 9   | DNF | 7   | 8   | DNF |     |    |    | 12     | 7.   |
| 1994   | Sauber C13 |                |     |     |     |     |     |     |     |     |     |     |     |     |     |     |     |     |     |     |    |    | 12     | 8.   |
| 1994   | Sauber C13 | K. Wendlinger  | 29  | 6   | DNF | 4   | DNS | INJ | INJ | INJ | INJ | INJ | INJ | INJ | INJ | INJ | INJ | INJ | INJ |     |    |    | 12     | 8.   |
| 1994   | Sauber C13 | A. de Cesaris  | 29  |     |     |     |     |     | DNF | 6   | DNF | DNF | DNF | DNF | DNF | DNF | DNF |     |     |     |    |    | 12     | 8.   |
| 1994   | Sauber C13 | J. Lehto       | 29  |     |     |     |     |     |     |     |     |     |     |     |     |     |     | DNF | 10  |     |    |    | 12     | 8.   |
| 1994   | Sauber C13 | H.-H. Frentzen | 30  | DNF | 5   | 7   | DNS | DNF | DNF | 4   | 7   | DNF | DNF | DNF | DNF | DNF | 6   | 6   | 7   |     |    |    | 12     | 8.   |
| 1995   | Sauber C14 |                |     |     |     |     |     |     |     |     |     |     |     |     |     |     |     |     |     |     |    |    | 18     | 7.   |
| 1995   | Sauber C14 | K. Wendlinger  | 29  | DNF | DNF | DNF | 13  |     |     |     |     |     |     |     |     |     |     |     | 10  | DNF |    |    | 18     | 7.   |
| 1995   | Sauber C14 | J. Boullion    | 29  |     |     |     |     | 8   | DNF | DNF | 9   | 5   | 10  | 11  | 6   | 12  | DNF | DNF |     |     |    |    | 18     | 7.   |
| 1995   | Sauber C14 | H.-H. Frentzen | 30  | DNF | 5   | 6   | 8   | 6   | DNF | 10  | 6   | DNF | 5   | 4   | 3   | 6   | DNF | 7   | 8   | DNF |    |    | 18     | 7.   |
| 1996   | Sauber C15 |                |     |     |     |     |     |     |     |     |     |     |     |     |     |     |     |     |     |     |    |    | 11     | 7.   |
| 1996   | Sauber C15 | J. Herbert     | 14  | DNF | DNF | 9   | 7   | DNF | 3   | DNF | 7   | DSQ | 9   | DNF | DNF | DNF | 9*  | 8   | 10  |     |    |    | 11     | 7.   |
| 1996   | Sauber C15 | H.-H. Frentzen | 15  | 8   | DNF | DNF | DNF | DNF | 4*  | 4   | DNF | DNF | 8   | 8   | DNF | DNF | DNF | 7   | 6   |     |    |    | 11     | 7.   |
| 1997   | Sauber C16 |                |     |     |     |     |     |     |     |     |     |     |     |     |     |     |     |     |     |     |    |    | 16     | 7.   |
| 1997   | Sauber C16 | J. Herbert     | 16  | DNF | 7   | 4   | DNF | DNF | 5   | 5   | 8   | DNF | DNF | 3   | 4   | DNF | 8   | 7   | 6   | 8   |    |    | 16     | 7.   |
| 1997   | Sauber C16 | N. Larini      | 17  | 6   | 11  | DNF | 7   | DNF |     |     |     |     |     |     |     |     |     |     |     |     |    |    | 16     | 7.   |
| 1997   | Sauber C16 | G. Morbidelli  | 17  |     |     |     |     |     | 14  | 10  |     |     |     | DNF | 9   | 12  | 9   | 9   | DNS |     |    |    | 16     | 7.   |
| 1997   | Sauber C16 | N. Fontana     | 17  |     |     |     |     |     |     |     | DNF | 9   | 9   |     |     |     |     |     |     | 14  |    |    | 16     | 7.   |
| 1998   | Sauber C17 |                |     |     |     |     |     |     |     |     |     |     |     |     |     |     |     |     |     |     |    |    | 10     | 6.   |
| 1998   | Sauber C17 | J. Alesi       | 14  | DNF | 9   | 5   | 6   | 10  | 12  | DNF | 7   | DNF | DNF | 10  | 7   | 3   | 5   | 10  | 7   |     |    |    | 10     | 6.   |
| 1998   | Sauber C17 | J. Herbert     | 15  | 6   | 11  | DNF | DNF | 7   | 7   | DNF | 8   | DNF | 8   | DNF | 10  | DNF | DNF | DNF | 10  |     |    |    | 10     | 6.   |
| 1999   | Sauber C18 |                |     |     |     |     |     |     |     |     |     |     |     |     |     |     |     |     |     |     |    |    | 5      | 8.   |
| 1999   | Sauber C18 | J. Alesi       | 11  | DNF | DNF | 6   | DNF | DNF | DNF | DNF | 14  | DNF | 8   | 16  | 9   | 9   | DNF | 7   | 6   |     |    |    | 5      | 8.   |
| 1999   | Sauber C18 | P. Diniz       | 12  | DNF | DNF | DNF | DNF | DNF | 6   | DNF | 6   | 6   | DNF | DNF | DNF | DNF | DNF | DNF | 11  |     |    |    | 5      | 8.   |
| 2000   | Sauber C19 |                |     |     |     |     |     |     |     |     |     |     |     |     |     |     |     |     |     |     |    |    | 6      | 8.   |
| 2000   | Sauber C19 | P. Diniz       | 16  | DNF | DNS | 8   | 11  | DNF | 7   | DNF | 10  | 11  | 9   | DNF | DNF | 11  | 8   | 8   | 11  | DNF |    |    | 6      | 8.   |
| 2000   | Sauber C19 | M. Salo        | 17  | DSQ | DNS | 6   | 8   | 7   | DNF | 5   | DNF | 10  | 6   | 5   | 10  | 9   | 7   | DNF | 10  | 8   |    |    | 6      | 8.   |
| 2001   | Sauber C20 |                |     |     |     |     |     |     |     |     |     |     |     |     |     |     |     |     |     |     |    |    | 21     | 4.   |
| 2001   | Sauber C20 | N. Heidfeld    | 16  | 4   | DNF | 3   | 7   | 6   | 9   | DNF | DNF | DNF | 6   | 6   | DNF | 6   | DNF | 11  | 6   | 9   |    |    | 21     | 4.   |
| 2001   | Sauber C20 | K. Räikkönen   | 17  | 6   | DNF | DNF | DNF | 8   | 4   | 10  | 4   | 10  | 7   | 5   | DNF | 7   | DNS | 7   | DNF | DNF |    |    | 21     | 4.   |
| 2002   | Sauber C21 |                |     |     |     |     |     |     |     |     |     |     |     |     |     |     |     |     |     |     |    |    | 11     | 5.   |
| 2002   | Sauber C21 | N. Heidfeld    | 07  | DNF | 5   | DNF | 10  | 4   | DNF | 8   | 12  | 7   | 6   | 7   | 6   | 9   | 10  | 10  | 9   | 7   |    |    | 11     | 5.   |
| 2002   | Sauber C21 | F. Massa       | 08  | DNF | 6   | DNF | 8   | 5   | DNF | DNF | 9   | 6   | 9   | DNF | 7   | 7   | DNF | DNF |     | DNF |    |    | 11     | 5.   |
| 2002   | Sauber C21 | H.-H. Frentzen | 08  |     |     |     |     |     |     |     |     |     |     |     |     |     |     |     | 13  |     |    |    | 11     | 5.   |
| 2003   | Sauber C22 |                |     |     |     |     |     |     |     |     |     |     |     |     |     |     |     |     |     |     |    |    | 19     | 6.   |
| 2003   | Sauber C22 | N. Heidfeld    | 09  | DNF | 8   | DNF | 10  | 10  | DNF | 11  | DNF | 8   | 13  | 17  | 10  | 9   | 9   | 5   | 9   |     |    |    | 19     | 6.   |
| 2003   | Sauber C22 | H.-H. Frentzen | 10  | 6   | 9   | 5   | 11  | DNF | DNF | DNF | DNF | 9   | 12  | 12  | DNF | DNF | 13  | 3   | DNF |     |    |    | 19     | 6.   |
| 2004   | Sauber C23 |                |     |     |     |     |     |     |     |     |     |     |     |     |     |     |     |     |     |     |    |    | 34     | 6.   |
| 2004   | Sauber C23 | G. Fisichella  | 11  | 10  | 11  | 11  | 9   | 7   | DNF | 6   | 4   | 9   | 12  | 6   | 9   | 8   | 5   | 8   | 7   | 8   | 9  |    | 34     | 6.   |
| 2004   | Sauber C23 | F. Massa       | 12  | DNF | 8   | 12  | 10  | 9   | 5   | 9   | DNF | DNF | 13  | 9   | 13  | DNF | 4   | 12  | 8   | 9   | 8  |    | 34     | 6.   |
| 2005   | Sauber C24 |                |     |     |     |     |     |     |     |     |     |     |     |     |     |     |     |     |     |     |    |    | 20     | 8.   |
| 2005   | Sauber C24 | J. Villeneuve  | 11  | 13  | DNF | 11  | 4   | DNF | 11  | 13  | 9   | DNS | 8   | 14  | 15  | DNF | 11  | 11  | 6   | 12  | 12 | 10 | 20     | 8.   |
| 2005   | Sauber C24 | F. Massa       | 12  | 10  | 10  | 7   | 10  | 11* | 9   | 14  | 4   | DNS | DNF | 10  | 8   | 14  | DNF | 9   | 10  | 11  | 10 | 6  | 20     | 8.   |

#### Seit 2010
| Saison | Chassis         | Fahrer        | Nr. | 1   | 2   | 3   | 4   | 5   | 6   | 7   | 8   | 9   | 10  | 11  | 12  | 13  | 14  | 15  | 16  | 17  | 18  | 19  | 20  | 21  | 22  | 23 | 24  | Punkte | Rang |
| ------ | --------------- | ------------- | --- | --- | --- | --- | --- | --- | --- | --- | --- | --- | --- | --- | --- | --- | --- | --- | --- | --- | --- | --- | --- | --- | --- | -- | --- | ------ | ---- |
| 2010   | Sauber C29      |               |     |     |     |     |     |     |     |     |     |     |     |     |     |     |     |     |     |     |     |     |     |     |     |    |     | 44     | 8.   |
| 2010   | Sauber C29      | P. de la Rosa | 22  | DNF | 12  | DNS | DNF | DNF | DNF | 11  | DNF | 12  | DNF | 14  | 7   | 11  | 14  |     |     |     |     |     |     |     |     |    |     | 44     | 8.   |
| 2010   | Sauber C29      | N. Heidfeld   | 22  |     |     |     |     |     |     |     |     |     |     |     |     |     |     | DNF | 8   | 9   | 17  | 11  |     |     |     |    |     | 44     | 8.   |
| 2010   | Sauber C29      | K. Kobayashi  | 23  | DNF | DNF | DNF | DNF | 12  | DNF | 10  | DNF | 7   | 6   | 11  | 9   | 8   | DNF | DNF | 7   | 8   | 10  | 14  |     |     |     |    |     | 44     | 8.   |
| 2011   | Sauber C30      |               |     |     |     |     |     |     |     |     |     |     |     |     |     |     |     |     |     |     |     |     |     |     |     |    |     | 44     | 7.   |
| 2011   | Sauber C30      | K. Kobayashi  | 16  | DSQ | 7   | 10  | 10  | 10  | 5   | 7   | 16  | DNF | 9   | 11  | 12  | DNF | 14  | 13  | 15  | DNF | 10  | 9   |     |     |     |    |     | 44     | 7.   |
| 2011   | Sauber C30      | S. Pérez      | 17  | DSQ | DNF | 17  | 14  | 9   | DNS |     | 11  | 7   | 11  | 15  | DNF | DNF | 10  | 8   | 16  | 10  | 11  | 13  |     |     |     |    |     | 44     | 7.   |
| 2011   | Sauber C30      | P. de la Rosa | 17  |     |     |     |     |     |     | 12  |     |     |     |     |     |     |     |     |     |     |     |     |     |     |     |    |     | 44     | 7.   |
| 2012   | Sauber C31      |               |     |     |     |     |     |     |     |     |     |     |     |     |     |     |     |     |     |     |     |     |     |     |     |    |     | 126    | 6.   |
| 2012   | Sauber C31      | K. Kobayashi  | 14  | 6   | DNF | 10  | 13  | 5   | DNF | 9   | DNF | 11  | 4   | 18* | 13  | 9   | 13  | 3   | DNF | 14  | 6   | 14  | 9   |     |     |    |     | 126    | 6.   |
| 2012   | Sauber C31      | S. Pérez      | 15  | 8   | 2   | 11  | 11  | DNF | 11  | 3   | 9   | DNF | 6   | 14  | DNF | 2   | 10  | DNF | 11  | DNF | 15  | 11  | DNF |     |     |    |     | 126    | 6.   |
| 2013   | Sauber C32      |               |     |     |     |     |     |     |     |     |     |     |     |     |     |     |     |     |     |     |     |     |     |     |     |    |     | 57     | 7.   |
| 2013   | Sauber C32      | N. Hülkenberg | 11  | DNS | 8   | 10  | 12  | 15  | 11  | DNF | 10  | 10  | 11  | 13  | 5   | 9   | 4   | 6   | 19* | 14  | 6   | 8   |     |     |     |    |     | 57     | 7.   |
| 2013   | Sauber C32      | E. Gutiérrez  | 12  | 13  | 12  | DNF | 18  | 11  | 13  | 20* | 14  | 14  | DNF | 14  | 13  | 12  | 11  | 7   | 15  | 13  | 13  | 12  |     |     |     |    |     | 57     | 7.   |
| 2014   | Sauber C33      |               |     |     |     |     |     |     |     |     |     |     |     |     |     |     |     |     |     |     |     |     |     |     |     |    |     | –      | 10.  |
| 2014   | Sauber C33      | E. Gutiérrez  | 21  | 12  | DNF | DNF | 16  | 16  | DNF | 14* | 19  | DNF | 14  | DNF | 15  | 20  | DNF | 13  | 15  | 14  | 14  | 15  |     |     |     |    |     | –      | 10.  |
| 2014   | Sauber C33      | A. Sutil      | 99  | 11  | DNF | DNF | DNF | 17  | DNF | 13  | 13  | 13  | DNF | 11  | 14  | 15  | DNF | 21* | 16  | DNF | 16  | 16  |     |     |     |    |     | –      | 10.  |
| 2015   | Sauber C34      |               |     |     |     |     |     |     |     |     |     |     |     |     |     |     |     |     |     |     |     |     |     |     |     |    |     | 36     | 8.   |
| 2015   | Sauber C34      | M. Ericsson   | 9   | 8   | DNF | 10  | 14  | 14  | 13  | 14  | 13  | 11  | 10  | 10  | 9   | 11  | 14  | DNF | DNF | 12  | 16  | 15  |     |     |     |    |     | 36     | 8.   |
| 2015   | Sauber C34      | F. Nasr       | 12  | 5   | 12  | 8   | 12  | 12  | 9   | 16  | 11  | DNS | 11  | 11  | 13  | 10  | 20* | 6   | 9   | DNF | 13  | 16  |     |     |     |    |     | 36     | 8.   |
| 2016   | Sauber C35      |               |     |     |     |     |     |     |     |     |     |     |     |     |     |     |     |     |     |     |     |     |     |     |     |    |     | 2      | 10.  |
| 2016   | Sauber C35      | M. Ericsson   | 9   | DNF | 12  | 16  | 14  | 12  | DNF | 15  | 17  | 15  | DNF | 20  | 18  | DNF | 16  | 17  | 12  | 15  | 14  | 11  | DNF | 15  |     |    |     | 2      | 10.  |
| 2016   | Sauber C35      | F. Nasr       | 12  | 15  | 14  | 20  | 16  | 15  | DNF | 18  | 12  | 13  | 15  | 17  | DNF | 17  | DNF | 13  | DNF | 19  | 15  | 15  | 9   | 16  |     |    |     | 2      | 10.  |
| 2017   | Sauber C36      |               |     |     |     |     |     |     |     |     |     |     |     |     |     |     |     |     |     |     |     |     |     |     |     |    |     | 5      | 10.  |
| 2017   | Sauber C36      | M. Ericsson   | 9   | DNF | 15  | DNF | 15  | 11  | DNF | 13  | 11  | 15  | 14  | 16  | 16  | 18* | DNF | 18  | DNF | 15  | DNF | 13  | 17  |     |     |    |     | 5      | 10.  |
| 2017   | Sauber C36      | A. Giovinazzi | 36  | 12  | DNF |     |     |     |     |     |     |     |     |     |     |     |     |     |     |     |     |     |     |     |     |    |     | 5      | 10.  |
| 2017   | Sauber C36      | P. Wehrlein   | 94  |     |     | 11  | 16  | 8   | DNF | 15  | 10  | 14  | 17  | 15  | DNF | 16  | 12  | 17  | 15  | DNF | 14  | 14  | 14  |     |     |    |     | 5      | 10.  |
| 2018   | Sauber C37      |               |     |     |     |     |     |     |     |     |     |     |     |     |     |     |     |     |     |     |     |     |     |     |     |    |     | 48     | 8.   |
| 2018   | Sauber C37      | M. Ericsson   | 9   | DNF | 9   | 16  | 11  | 13  | 11  | 15  | 13  | 10  | DNF | 9   | 15  | 10  | 15  | 11  | 13  | 12  | 10  | 9   | DNF | DNF |     |    |     | 48     | 8.   |
| 2018   | Sauber C37      | C. Leclerc    | 16  | 13  | 12  | 19  | 6   | 10  | 18* | 10  | 10  | 9   | DNF | 15  | DNF | DNF | 11  | 9   | 7   | DNF | DNF | 7   | 7   | 7   |     |    |     | 48     | 8.   |
| 2019   | Alfa Romeo C38  |               |     |     |     |     |     |     |     |     |     |     |     |     |     |     |     |     |     |     |     |     |     |     |     |    |     | 57     | 8.   |
| 2019   | Alfa Romeo C38  | K. Räikkönen  | 7   | 8   | 7   | 9   | 10  | 14  | 17  | 15  | 7   | 9   | 8   | 12  | 7   | 16  | 15  | DNF | 13  | 12  | DNF | 11  | 4   | 13  |     |    |     | 57     | 8.   |
| 2019   | Alfa Romeo C38  | A. Giovinazzi | 99  | 15  | 11  | 15  | 12  | 16  | 19  | 13  | 16  | 10  | DNF | 13  | 18  | 18* | 9   | 10  | 15  | 14  | 14  | 14  | 5   | 16  |     |    |     | 57     | 8.   |
| 2020   | Alfa Romeo C39  |               |     |     |     |     |     |     |     |     |     |     |     |     |     |     |     |     |     |     |     |     |     |     |     |    |     | 8      | 8.   |
| 2020   | Alfa Romeo C39  | K. Räikkönen  | 7   | DNF | 11  | 15  | 17  | 15  | 14  | 12  | 13  | 9   | 14  | 12  | 11  | 9   | 15  | 15  | 14  | 12  |     |     |     |     |     |    |     | 8      | 8.   |
| 2020   | Alfa Romeo C39  | A. Giovinazzi | 99  | 9   | 14  | 17  | 14  | 17  | 16  | DNF | 16  | DNF | 11  | 10  | 15  | 10  | DNF | 16  | 13  | 16  |     |     |     |     |     |    |     | 8      | 8.   |
| 2021   | Alfa Romeo C41  |               |     |     |     |     |     |     |     |     |     |     |     |     |     |     |     |     |     |     |     |     |     |     |     |    |     | 13     | 9.   |
| 2021   | Alfa Romeo C41  | K. Räikkönen  | 7   | 11  | 13  | DNF | 12  | 11  | 10  | 17  | 11  | 15  | 15  | 10  | 18  | PO  | INJ | 8   | 12  | 13  | 8   | 12  | 14  | 15  | DNF |    |     | 13     | 9.   |
| 2021   | Alfa Romeo C41  | R. Kubica     | 88  |     |     |     |     |     |     |     |     |     |     |     |     | 15  | 14  |     |     |     |     |     |     |     |     |    |     | 13     | 9.   |
| 2021   | Alfa Romeo C41  | A. Giovinazzi | 99  | 12  | 14  | 12  | 15  | 10  | 11  | 15  | 15  | 14  | 13  | 13  | 13  | 14  | 13  | 16  | 11  | 11  | 11  | 14  | 15  | 9   | DNF |    |     | 13     | 9.   |
| 2022   | Alfa Romeo C42  |               |     |     |     |     |     |     |     |     |     |     |     |     |     |     |     |     |     |     |     |     |     |     |     |    |     | 55     | 6.   |
| 2022   | Alfa Romeo C42  | G. Zhou       | 24  | 10  | 11  | 11  | 15  | DNF | DNF | 16  | DNF | 8   | DNF | 14  | 16  | 14  | 14  | 16  | 10  | DNF | 16  | 12  | 13  | 12  | 12  |    |     | 55     | 6.   |
| 2022   | Alfa Romeo C42  | V. Bottas     | 77  | 6   | DNF | 8   | 5   | 7   | 6   | 9   | 11  | 7   | DNF | 11  | 14  | 20* | DNF | DNF | 13  | 11  | 15  | DNF | 10  | 9   | 15  |    |     | 55     | 6.   |
| 2023   | Alfa Romeo C43  |               |     |     |     |     |     |     |     |     |     |     |     |     |     |     |     |     |     |     |     |     |     |     |     |    |     | 16     | 9.   |
| 2023   | Alfa Romeo C43  | G. Zhou       | 24  | 16  | 13  | 9   | DNF | 16  | C   | 13  | 9   | 16  | 12  | 15  | 16  | 13  | DNF | 14  | 12  | 13  | 9   | 13  | 14  | DNF | 15  | 17 |     | 16     | 9.   |
| 2023   | Alfa Romeo C43  | V. Bottas     | 77  | 8   | 18  | 11  | 18  | 13  | C   | 11  | 19  | 10  | 15  | 12  | 12  | 12  | 14  | 10  | DNF | DNF | 8   | 12  | 15  | DNF | 17  | 19 |     | 16     | 9.   |
| 2024   | KICK Sauber C44 |               |     |     |     |     |     |     |     |     |     |     |     |     |     |     |     |     |     |     |     |     |     |     |     |    |     | 4      | 10.  |
| 2024   | KICK Sauber C44 | G. Zhou       | 24  | 11  | 18  | 15  | DNF | 14  | 14  | 15  | 16  | 15  | 13  | 17  | 18  | 19  | DNF | 20  | 18  | 14  | 15  | 19  | 15  | 15  | 13  | 8  | 13  | 4      | 10.  |
| 2024   | KICK Sauber C44 | V. Bottas     | 77  | 19  | 17  | 14  | 14  | DNF | 16  | 18  | 13  | 13  | 16  | 16  | 15  | 16  | 15  | 19  | 16  | 16  | 16  | 17  | 14  | 13  | 18  | 11 | DNF | 4      | 10.  |
| 2025   | KICK Sauber C45 |               |     |     |     |     |     |     |     |     |     |     |     |     |     |     |     |     |     |     |     |     |     |     |     |    |     | 51     | 7.   |
| 2025   | KICK Sauber C45 | G. Bortoleto  | 5   | DNF | 14  | 19  | 18  | 18  | DNF | 18  | 14  | 12  | 14  | 8   | DNF | 9   | 6   |     |     |     |     |     |     |     |     |    |     | 51     | 7.   |
| 2025   | KICK Sauber C45 | N. Hülkenberg | 27  | 7   | 15  | 16  | DSQ | 15  | 14  | 12  | 16  | 5   | 8   | 9   | 3   | 12  | 13  |     |     |     |     |     |     |     |     |    |     | 51     | 7.   |

| Legende  | Legende            | Legende                                                          |
| Farbe    | Abkürzung          | Bedeutung                                                        |
| -------- | ------------------ | ---------------------------------------------------------------- |
| Gold     | –                  | Sieg                                                             |
| Silber   | –                  | 2. Platz                                                         |
| Bronze   | –                  | 3. Platz                                                         |
| Grün     | –                  | Platzierung in den Punkten                                       |
| Blau     | –                  | Klassifiziert außerhalb der Punkteränge                          |
| Violett  | DNF                | Rennen nicht beendet (did not finish)                            |
| Violett  | NC                 | nicht klassifiziert (not classified)                             |
| Rot      | DNQ                | nicht qualifiziert (did not qualify)                             |
| Rot      | DNPQ               | in Vorqualifikation gescheitert (did not pre-qualify)            |
| Schwarz  | DSQ                | disqualifiziert (disqualified)                                   |
| Weiß     | DNS                | nicht am Start (did not start)                                   |
| Weiß     | WD                 | zurückgezogen (withdrawn)                                        |
| Hellblau | PO                 | nur am Training teilgenommen (practiced only)                    |
| Hellblau | TD                 | Freitags-Testfahrer (test driver)                                |
| ohne     | DNP                | nicht am Training teilgenommen (did not practice)                |
| ohne     | INJ                | verletzt oder krank (injured)                                    |
| ohne     | EX                 | ausgeschlossen (excluded)                                        |
| ohne     | DNA                | nicht erschienen (did not arrive)                                |
| ohne     | C                  | Rennen abgesagt (cancelled)                                      |
| ohne     | keine WM-Teilnahme |                                                                  |
| sonstige | P/fett             | Pole-Position                                                    |
| sonstige | 1/2/3/4/5/6/7/8    | Punktplatzierung im Sprint-/Qualifikationsrennen                 |
| sonstige | SR/kursiv          | Schnellste Rennrunde                                             |
| sonstige | *                  | nicht im Ziel, aufgrund der zurückgelegten Distanz aber gewertet |
| sonstige | ()                 | Streichresultate                                                 |
| sonstige | unterstrichen      | Führender in der Gesamtwertung                                   |

## Übersicht des aktuellen Personals
| Aufgabenbereich            | Name                                |
| -------------------------- | ----------------------------------- |
| Stammfahrer                | Nico Hülkenberg                     |
| Stammfahrer                | Gabriel Bortoleto                   |
| Test- und Ersatzfahrer     | Théo Pourchaire                     |
| Test- und Ersatzfahrer     | Zane Maloney                        |
| Teamvertreter              | Alessandro Alunni Bravi             |
| Sportdirektor              | Beat Zehnder                        |
| Geschäftsführer            | Mattia Binotto                      |
| Betriebsdirektor           | Axel Kruse                          |
| Technischer Direktor       | James Key                           |
| Chefdesigner               | Eric Gandelin                       |
| Chefingenieur              | Benjamin Koch                       |
| Leiter der Aerodynamik     | Alessandro Cinelli                  |
| Chefaerodynamiker          | Nicolas Hennel de Beaupreau         |
| Leiter Fahrzeugentwicklung | Lucia Conconi                       |
| Chefmechaniker             | Lee Stevenson                       |
| Renningenieur Hülkenberg   | Steven Petrik                       |
| Renningenieur Bortoleto    | Jose Manuel Lopez                   |
| Anteilseigner              | Audi AG, Qatar Investment Authority |